# Elezioni amministrative in Italia del 2007
Le elezioni amministrative in Italia del 2007 si sono tenute il 27 e 28 maggio (primo turno) e il 10 e 11 giugno (secondo turno).
In Sicilia le elezioni si sono tenute il 13 e 14 maggio (primo turno) e il 27 e 28 maggio (secondo turno).

## Riepilogo sindaci eletti
Coalizione di centro-sinistra
     Coalizione di centro-destra
     Coalizione di sinistra
     Commissario prefettizio
| Regione               | Comune          | Sindaco uscente | Sindaco uscente           | Sindaco eletto | Sindaco eletto                | Primo turno | Primo turno | Secondo turno | Secondo turno | Seggi   |
| Regione               | Comune          | Sindaco uscente | Sindaco uscente           | Sindaco eletto | Sindaco eletto                | Voti        | %           | Voti          | %             | Seggi   |
| --------------------- | --------------- | --------------- | ------------------------- | -------------- | ----------------------------- | ----------- | ----------- | ------------- | ------------- | ------- |
| Piemonte              | Alessandria     |                 | Mara Scagni (DS)          |                | Piercarlo Fabbio (FI)         | 34.204      | 63,01       | —             | —             | 26 / 40 |
| Piemonte              | Asti            |                 | Vittorio Voglino (DL)     |                | Giorgio Galvagno (FI)         | 23.974      | 56,12       | —             | —             | 25 / 40 |
| Piemonte              | Cuneo           |                 | Alberto Valmaggia (DL)    |                | Alberto Valmaggia (DL)        | 16.895      | 50,98       | —             | —             | 24 / 40 |
| Lombardia             | Como            |                 | Stefano Bruni (FI)        |                | Stefano Bruni (FI)            | 25.765      | 56,19       | —             | —             | 24 / 40 |
| Lombardia             | Monza           |                 | Michele Faglia (Ind.)     |                | Marco Mariani (LN)            | 37.615      | 53,53       | —             | —             | 24 / 40 |
| Veneto                | Belluno         |                 | Franco Gidoni (LN)        |                | Antonio Prade (FI)            | 11.226      | 53,66       | —             | —             | 24 / 40 |
| Veneto                | Verona          |                 | Paolo Zanotto (DL)        |                | Flavio Tosi (LN)              | 92.943      | 60,75       | —             | —             | 30 / 46 |
| Friuli-Venezia Giulia | Gorizia         |                 | Vittorio Brancati (DL)    |                | Ettore Romoli (FI)            | 10.855      | 51,13       | —             | —             | 24 / 40 |
| Liguria               | Genova          |                 | Giuseppe Pericu (DS)      |                | Marta Vincenzi (DS)           | 158.238     | 51,21       | —             | —             | 30 / 50 |
| Liguria               | La Spezia       |                 | Giorgio Pagano (DS)       |                | Massimo Federici (DS)         | 25.489      | 51,01       | —             | —             | 24 / 40 |
| Emilia-Romagna        | Parma           |                 | Elvio Ubaldi (Ind.)       |                | Pietro Vignali (Ind.)         | 46.653      | 45,01       | 53.959        | 56,57         | 24 / 40 |
| Emilia-Romagna        | Piacenza        |                 | Roberto Reggi (DL)        |                | Roberto Reggi (DL)            | 29.003      | 48,62       | 31.475        | 55,72         | 24 / 40 |
| Toscana               | Lucca           |                 | Francesco Lococciolo      |                | Mauro Favilla (FI)            | 23.405      | 48,04       | 24.408        | 52,47         | 24 / 40 |
| Toscana               | Pistoia         |                 | Renzo Berti (DS)          |                | Renzo Berti (DS)              | 23.620      | 48,08       | 23.590        | 53,33         | 24 / 40 |
| Lazio                 | Frosinone       |                 | Domenico Marzi (DS)       |                | Michele Marini (DL)           | 16.901      | 53,34       | —             | —             | 24 / 40 |
| Lazio                 | Latina          |                 | Vincenzo Zaccheo (AN)     |                | Vincenzo Zaccheo (AN)         | 39.097      | 49,55       | 38.796        | 62,08         | 24 / 38 |
| Lazio                 | Rieti           |                 | Giuseppe Emili (AN)       |                | Giuseppe Emili (AN)           | 16.644      | 52,14       | —             | —             | 24 / 40 |
| Abruzzo               | L'Aquila        |                 | Biagio Tempesta (FI)      |                | Massimo Cialente (DS)         | 25.011      | 53,25       | —             | —             | 24 / 40 |
| Molise                | Isernia         |                 | Gabriele Melogli (FI)     |                | Gabriele Melogli (FI)         | 10.154      | 69,10       | —             | —             | 31 / 40 |
| Puglia                | Lecce           |                 | Adriana Poli Bortone (AN) |                | Paolo Perrone (FI)            | 34.367      | 56,21       | —             | —             | 24 / 40 |
| Puglia                | Taranto         |                 | Tommaso Blonda            |                | Ippazio Stefano (PRC)         | 46.073      | 37,28       | 66.282        | 76,27         | 24 / 40 |
| Puglia                | Trani           |                 | Angelo Trovato            |                | Giuseppe Tarantini (AN)       | 21.097      | 60,18       | —             | —             | 27 / 40 |
| Basilicata            | Matera          |                 | Michele Porcari (DS)      |                | Emilio Nicola Buccico (AN)    | 11.208      | 28,57       | 19.917        | 57,78         | 24 / 40 |
| Calabria              | Reggio Calabria |                 | Giuseppe Scopelliti (AN)  |                | Giuseppe Scopelliti (AN)      | 83.418      | 70,03       | —             | —             | 29 / 40 |
| Sicilia               | Agrigento       |                 | Aldo Piazza (FI)          |                | Marco Zambuto (UDEUR)         | 12.957      | 35,31       | 19.134        | 62,91         | 6 / 30  |
| Sicilia               | Palermo         |                 | Diego Cammarata (FI)      |                | Diego Cammarata (FI)          | 201.673     | 53,49       | —             | —             | 31 / 50 |
| Sicilia               | Trapani         |                 | Girolamo Fazio (FI)       |                | Girolamo Fazio (FI)           | 26.569      | 64,72       | —             | —             | 19 / 30 |
| Sardegna              | Olbia           |                 | Settimo Nizzi (FI)        |                | Gianni Giovannelli (FI)       | 21.067      | 66,91       | —             | —             | 27 / 40 |
| Sardegna              | Oristano        |                 | Antonio Barberio (AN)     |                | Angela Eugenia Nonnis (RS-LD) | 7.900       | 37,41       | 10.574        | 58,21         | 24 / 40 |

## Elezioni comunali

### Piemonte

#### Alessandria
| Candidati                                    | Candidati                   | Voti                        | %     | Liste                            | Voti   | %     | Seggi |
| -------------------------------------------- | --------------------------- | --------------------------- | ----- | -------------------------------- | ------ | ----- | ----- |
|                                              | Piercarlo Fabbio ✔️ Sindaco | 34.204                      | 63,01 | Forza Italia                     | 14.206 | 27,83 | 13    |
| Alleanza Nazionale                           | Piercarlo Fabbio ✔️ Sindaco | 34.204                      | 63,01 | 6.080                            | 11,91  | 5     |       |
| Lega Nord - Lista civica                     | Piercarlo Fabbio ✔️ Sindaco | 34.204                      | 63,01 | 5.604                            | 10,98  | 5     |       |
| Prima Alessandria                            | Piercarlo Fabbio ✔️ Sindaco | 34.204                      | 63,01 | 2.189                            | 4,29   | 2     |       |
| Unione dei Democratici Cristiani e di Centro | Piercarlo Fabbio ✔️ Sindaco | 34.204                      | 63,01 | 2.018                            | 3,95   | 1     |       |
| Ambiente - Moderati di Centro                | Piercarlo Fabbio ✔️ Sindaco | 34.204                      | 63,01 | 546                              | 1,07   | -     |       |
| Nuovo PSI                                    | Piercarlo Fabbio ✔️ Sindaco | 34.204                      | 63,01 | 381                              | 0,75   | -     |       |
| Democrazia Cristiana per le Autonomie        | Piercarlo Fabbio ✔️ Sindaco | 34.204                      | 63,01 | 236                              | 0,46   | -     |       |
| Gente Produttiva                             | Piercarlo Fabbio ✔️ Sindaco | 34.204                      | 63,01 | 183                              | 0,36   | -     |       |
| Fiamma Tricolore                             | Piercarlo Fabbio ✔️ Sindaco | 34.204                      | 63,01 | 157                              | 0,31   | -     |       |
| Partito Pensionati                           | Piercarlo Fabbio ✔️ Sindaco | 34.204                      | 63,01 | 118                              | 0,23   | -     |       |
| Azione Sociale                               | Piercarlo Fabbio ✔️ Sindaco | 34.204                      | 63,01 | 74                               | 0,14   | -     |       |
|                                              | Mara Scagni                 | 18.251                      | 33,62 | Democratici di Sinistra          | 7.075  | 13,86 | 6     |
| Mara per la Nostra Città                     | Mara Scagni                 | 18.251                      | 33,62 | 3.942                            | 7,72   | 3     |       |
| La Margherita                                | Mara Scagni                 | 18.251                      | 33,62 | 2.526                            | 4,95   | 2     |       |
| Socialisti Democratici Italiani              | Mara Scagni                 | 18.251                      | 33,62 | 1.246                            | 2,44   | 1     |       |
| Partito della Rifondazione Comunista         | Mara Scagni                 | 18.251                      | 33,62 | 1.148                            | 2,25   | 1     |       |
| Partito dei Comunisti Italiani               | Mara Scagni                 | 18.251                      | 33,62 | 938                              | 1,84   | -     |       |
| Italia dei Valori                            | Mara Scagni                 | 18.251                      | 33,62 | 412                              | 0,81   | -     |       |
| Federazione dei Verdi                        | Mara Scagni                 | 18.251                      | 33,62 | 328                              | 0,64   | -     |       |
| Seggio al candidato sindaco                  | Seggio al candidato sindaco | Seggio al candidato sindaco | 33,62 | 1                                |        |       |       |
|                                              | Mauro Morando               | 1.128                       | 2,08  | Per la Nostra Città              | 938    | 1,84  | -     |
|                                              | Sebastiano Provvisiero      | 528                         | 0,97  | Popolari UDEUR - Italia di Mezzo | 466    | 0,91  | -     |
| Democrazia Cristiana                         | Sebastiano Provvisiero      | 528                         | 0,97  | 83                               | 0,16   | -     |       |
|                                              | Umile Aiello                | 170                         | 0,31  | Forza Nuova                      | 149    | 0,29  | -     |
| Totale                                       | Totale                      | 54.281                      | 100   | 40                               | 51.043 | 100   | 40    |

#### Asti
| Candidati                             | Candidati                   | Voti                        | %     | Liste                                        | Voti   | %     | Seggi |
| ------------------------------------- | --------------------------- | --------------------------- | ----- | -------------------------------------------- | ------ | ----- | ----- |
|                                       | Giorgio Galvagno ✔️ Sindaco | 23.974                      | 56,12 | Forza Italia                                 | 10.026 | 26,56 | 13    |
| Per Galvagno Sindaco                  | Giorgio Galvagno ✔️ Sindaco | 23.974                      | 56,12 | 4.217                                        | 11,17  | 5     |       |
| Alleanza Nazionale                    | Giorgio Galvagno ✔️ Sindaco | 23.974                      | 56,12 | 4.027                                        | 10,67  | 5     |       |
| Lega Nord                             | Giorgio Galvagno ✔️ Sindaco | 23.974                      | 56,12 | 1.164                                        | 3,08   | 1     |       |
| Democrazia Cristiana per le Autonomie | Giorgio Galvagno ✔️ Sindaco | 23.974                      | 56,12 | 967                                          | 2,56   | 1     |       |
| Partito Pensionati                    | Giorgio Galvagno ✔️ Sindaco | 23.974                      | 56,12 | 687                                          | 1,82   | -     |       |
| Fiamma Tricolore                      | Giorgio Galvagno ✔️ Sindaco | 23.974                      | 56,12 | 328                                          | 0,87   | -     |       |
| Anziani Astigiani - L'Ambiente        | Giorgio Galvagno ✔️ Sindaco | 23.974                      | 56,12 | 212                                          | 0,56   | -     |       |
| Nuovo PSI                             | Giorgio Galvagno ✔️ Sindaco | 23.974                      | 56,12 | 186                                          | 0,49   | -     |       |
| Lista Consumatori                     | Giorgio Galvagno ✔️ Sindaco | 23.974                      | 56,12 | 158                                          | 0,42   | -     |       |
|                                       | Vittorio Voglino            | 13.857                      | 32,44 | L'Ulivo                                      | 8.090  | 21,43 | 10    |
| Partito dei Comunisti Italiani        | Vittorio Voglino            | 13.857                      | 32,44 | 998                                          | 2,64   | 1     |       |
| Uniti per le Frazioni                 | Vittorio Voglino            | 13.857                      | 32,44 | 796                                          | 2,11   | 1     |       |
| Italia dei Valori                     | Vittorio Voglino            | 13.857                      | 32,44 | 490                                          | 1,30   | -     |       |
| Federazione dei Verdi                 | Vittorio Voglino            | 13.857                      | 32,44 | 454                                          | 1,20   | -     |       |
| Moderati                              | Vittorio Voglino            | 13.857                      | 32,44 | 436                                          | 1,16   | -     |       |
| Seggio al candidato sindaco           | Seggio al candidato sindaco | Seggio al candidato sindaco | 32,44 | 1                                            |        |       |       |
|                                       | Davide Arri                 | 2.346                       | 5,49  | Unione dei Democratici Cristiani e di Centro | 1.975  | 5,23  | 2     |
|                                       | Gian Piero Vigna            | 942                         | 2,21  | Vigna Sindaco                                | 994    | 2,63  | -     |
|                                       | Roberto Zanna               | 809                         | 1,89  | La Città che Vogliamo                        | 702    | 1,86  | -     |
|                                       | Mauro Cuniberti             | 790                         | 1,85  | Città Amica                                  | 838    | 2,22  | -     |
| Totale                                | Totale                      | 42.718                      | 100   |                                              | 37.745 | 100   | 40    |

#### Cuneo
| Candidati                                    | Candidati                    | Voti                        | %     | Liste           | Voti   | %     | Seggi |
| -------------------------------------------- | ---------------------------- | --------------------------- | ----- | --------------- | ------ | ----- | ----- |
|                                              | Alberto Valmaggia ✔️ Sindaco | 16.895                      | 50,98 | L'Ulivo         | 4.643  | 15,54 | 9     |
| Cuneo Solidale per Crescere                  | Alberto Valmaggia ✔️ Sindaco | 16.895                      | 50,98 | 2.533           | 8,48   | 5     |       |
| Lista civica Centro                          | Alberto Valmaggia ✔️ Sindaco | 16.895                      | 50,98 | 2.484           | 8,31   | 4     |       |
| Idee e Impegno                               | Alberto Valmaggia ✔️ Sindaco | 16.895                      | 50,98 | 1.279           | 4,28   | 2     |       |
| Partito della Rifondazione Comunista         | Alberto Valmaggia ✔️ Sindaco | 16.895                      | 50,98 | 942             | 3,15   | 1     |       |
| Cuneo Domani                                 | Alberto Valmaggia ✔️ Sindaco | 16.895                      | 50,98 | 928             | 3,11   | 1     |       |
| La Città Aperta                              | Alberto Valmaggia ✔️ Sindaco | 16.895                      | 50,98 | 897             | 3,00   | 1     |       |
| Moderati                                     | Alberto Valmaggia ✔️ Sindaco | 16.895                      | 50,98 | 886             | 2,96   | 1     |       |
| Italia dei Valori                            | Alberto Valmaggia ✔️ Sindaco | 16.895                      | 50,98 | 458             | 1,53   | -     |       |
|                                              | Carlo Alberto Parola         | 12.250                      | 36,97 | Forza Italia    | 4.396  | 14,71 | 5     |
| Unione dei Democratici Cristiani e di Centro | Carlo Alberto Parola         | 12.250                      | 36,97 | 2.533           | 8,48   | 3     |       |
| Parola per Cuneo                             | Carlo Alberto Parola         | 12.250                      | 36,97 | 1.838           | 6,15   | 2     |       |
| Lega Nord                                    | Carlo Alberto Parola         | 12.250                      | 36,97 | 1.556           | 5,21   | 1     |       |
| Alleanza Nazionale - Grande Cuneo            | Carlo Alberto Parola         | 12.250                      | 36,97 | 1.366           | 4,57   | 1     |       |
| Partito Pensionati                           | Carlo Alberto Parola         | 12.250                      | 36,97 | 76              | 0,25   | -     |       |
| Democrazia Cristiana per le Autonomie        | Carlo Alberto Parola         | 12.250                      | 36,97 | 58              | 0,19   | -     |       |
| Lista Consumatori                            | Carlo Alberto Parola         | 12.250                      | 36,97 | 17              | 0,06   | -     |       |
| Seggio al candidato sindaco                  | Seggio al candidato sindaco  | Seggio al candidato sindaco | 36,97 | 1               |        |       |       |
|                                              | Giuseppe Lauria              | 2.821                       | 8,51  | Lauria Sindaco  | 1.067  | 3,57  | 1     |
| Alleanza per Cuneo                           | Giuseppe Lauria              | 2.821                       | 8,51  | 504             | 1,69   | -     |       |
| Lega Padana                                  | Giuseppe Lauria              | 2.821                       | 8,51  | 122             | 0,41   | -     |       |
| Democrazia Cristiana                         | Giuseppe Lauria              | 2.821                       | 8,51  | 93              | 0,31   | -     |       |
| Pensionati e Invalidi                        | Giuseppe Lauria              | 2.821                       | 8,51  | 52              | 0,17   | -     |       |
| No Euro - Basta Tasse - UDL                  | Giuseppe Lauria              | 2.821                       | 8,51  | 37              | 0,12   | -     |       |
| Seggio al candidato sindaco                  | Seggio al candidato sindaco  | Seggio al candidato sindaco | 8,51  | 1               |        |       |       |
|                                              | Giuseppe Tecco               | 954                         | 2,88  | Cuneo Attiva    | 959    | 3,21  | 1     |
|                                              | Enrico Pellegrino            | 219                         | 0,66  | Italia di Mezzo | 160    | 0,54  | -     |
| Totale                                       | Totale                       | 33.139                      | 100   |                 | 29.884 | 100   | 37+3  |

### Lombardia

#### Como
| Candidati                                    | Candidati                   | Voti                        | %     | Liste                        | Voti   | %     | Seggi |
| -------------------------------------------- | --------------------------- | --------------------------- | ----- | ---------------------------- | ------ | ----- | ----- |
|                                              | Stefano Bruni ✔️ Sindaco    | 25.765                      | 56,19 | Forza Italia                 | 12.832 | 32,09 | 13    |
| Alleanza Nazionale                           | Stefano Bruni ✔️ Sindaco    | 25.765                      | 56,19 | 4.592                        | 11,48  | 5     |       |
| Lega Nord                                    | Stefano Bruni ✔️ Sindaco    | 25.765                      | 56,19 | 4.319                        | 10,80  | 4     |       |
| Unione dei Democratici Cristiani e di Centro | Stefano Bruni ✔️ Sindaco    | 25.765                      | 56,19 | 2.087                        | 5,22   | 2     |       |
| Basta Tasse                                  | Stefano Bruni ✔️ Sindaco    | 25.765                      | 56,19 | 227                          | 0,57   | -     |       |
|                                              | Luca Gaffuri                | 15.224                      | 33,20 | L'Ulivo                      | 5.974  | 14,94 | 7     |
| Per Como - Gaffuri Sindaco                   | Luca Gaffuri                | 15.224                      | 33,20 | 3.331                        | 8,33   | 3     |       |
| Partito della Rifondazione Comunista         | Luca Gaffuri                | 15.224                      | 33,20 | 1.380                        | 3,45   | 1     |       |
| Progetto per Amministrare Como               | Luca Gaffuri                | 15.224                      | 33,20 | 927                          | 2,32   | 1     |       |
| Federazione dei Verdi                        | Luca Gaffuri                | 15.224                      | 33,20 | 538                          | 1,35   | -     |       |
| Partito dei Comunisti Italiani               | Luca Gaffuri                | 15.224                      | 33,20 | 361                          | 0,90   | -     |       |
| Seggio al candidato sindaco                  | Seggio al candidato sindaco | Seggio al candidato sindaco | 33,20 | 1                            |        |       |       |
|                                              | Giorgio Carcano             | 4.123                       | 8,99  | Area 2010                    | 2.028  | 5,07  | 2     |
| Cittadini per Como                           | Giorgio Carcano             | 4.123                       | 8,99  | 848                          | 2,12   | -     |       |
| Seggio al candidato sindaco                  | Seggio al candidato sindaco | Seggio al candidato sindaco | 8,99  | 1                            |        |       |       |
|                                              | Piercarlo Stefano Roscio    | 535                         | 1,17  | Fiamma Tricolore             | 398    | 1,00  | -     |
|                                              | Salvatore Ciraolo           | 205                         | 0,45  | Cattolici Liberali Cristiani | 150    | 0,38  | -     |
| Totale                                       | Totale                      | 45.852                      | 100   |                              | 39.992 | 100   | 40    |

#### Monza
| Candidati                                    | Candidati                   | Voti                        | %     | Liste               | Voti   | %     | Seggi |
| -------------------------------------------- | --------------------------- | --------------------------- | ----- | ------------------- | ------ | ----- | ----- |
|                                              | Marco Mariani ✔️ Sindaco    | 37.615                      | 53,53 | Forza Italia        | 17.937 | 29,06 | 15    |
| Lega Nord                                    | Marco Mariani ✔️ Sindaco    | 37.615                      | 53,53 | 5.389               | 8,73   | 4     |       |
| Alleanza Nazionale                           | Marco Mariani ✔️ Sindaco    | 37.615                      | 53,53 | 4.545               | 7,36   | 3     |       |
| Unione dei Democratici Cristiani e di Centro | Marco Mariani ✔️ Sindaco    | 37.615                      | 53,53 | 2.079               | 3,37   | 1     |       |
| MIDA                                         | Marco Mariani ✔️ Sindaco    | 37.615                      | 53,53 | 1.662               | 2,69   | 1     |       |
| Democrazia Cristiana per le Autonomie        | Marco Mariani ✔️ Sindaco    | 37.615                      | 53,53 | 1.009               | 1,63   | -     |       |
| Per Monza Oggi                               | Marco Mariani ✔️ Sindaco    | 37.615                      | 53,53 | 571                 | 0,93   | -     |       |
| Partito Pensionati                           | Marco Mariani ✔️ Sindaco    | 37.615                      | 53,53 | 351                 | 0,57   | -     |       |
| Azione Sociale                               | Marco Mariani ✔️ Sindaco    | 37.615                      | 53,53 | 237                 | 0,38   | -     |       |
| Liberal Sgarbi                               | Marco Mariani ✔️ Sindaco    | 37.615                      | 53,53 | 229                 | 0,37   | -     |       |
| Movimento per l'Autonomia                    | Marco Mariani ✔️ Sindaco    | 37.615                      | 53,53 | 167                 | 0,27   | -     |       |
| Basta Tasse                                  | Marco Mariani ✔️ Sindaco    | 37.615                      | 53,53 | 123                 | 0,20   | -     |       |
|                                              | Michele Faglia              | 29.237                      | 41,60 | L'Ulivo             | 12.513 | 20,27 | 9     |
| Dal Presente al Nuovo Futuro - Faglia        | Michele Faglia              | 29.237                      | 41,60 | 7.252               | 11,75  | 5     |       |
| Partito della Rifondazione Comunista         | Michele Faglia              | 29.237                      | 41,60 | 2.110               | 3,42   | 1     |       |
| Italia dei Valori                            | Michele Faglia              | 29.237                      | 41,60 | 986                 | 1,60   | -     |       |
| Uniti per Monza (Verdi - PdCI)               | Michele Faglia              | 29.237                      | 41,60 | 782                 | 1,27   | -     |       |
| Socialisti Uniti (SDI - SI)                  | Michele Faglia              | 29.237                      | 41,60 | 349                 | 0,57   | -     |       |
| Seggio al candidato sindaco                  | Seggio al candidato sindaco | Seggio al candidato sindaco | 41,60 | 1                   |        |       |       |
|                                              | Gian Pietro Mosca           | 1.593                       | 2,27  | Insieme per Monza   | 1.652  | 2,68  | -     |
|                                              | Ambrogio Moccia             | 1.013                       | 1,44  | Movimento per Monza | 1.011  | 1,64  | -     |
|                                              | Giorgio Fustinoni           | 684                         | 0,97  | Orizzonti Concreti  | 647    | 1,05  | -     |
|                                              | Giuseppe Cirillo            | 68                          | 0,10  | Preservativi Gratis | 59     | 0,10  | -     |
|                                              | Marco Stegani               | 63                          | 0,09  | Partito Umanista    | 58     | 0,09  | -     |
| Totale                                       | Totale                      | 70.273                      | 100   |                     | 61.718 | 100   | 40    |

### Veneto

#### Belluno
| Candidati                                    | Candidati                   | Voti                        | %     | Liste              | Voti   | %     | Seggi |
| -------------------------------------------- | --------------------------- | --------------------------- | ----- | ------------------ | ------ | ----- | ----- |
|                                              | Antonio Prade ✔️ Sindaco    | 11.226                      | 53,66 | Forza Italia       | 4.763  | 25,79 | 13    |
| Lega Nord                                    | Antonio Prade ✔️ Sindaco    | 11.226                      | 53,66 | 1.386              | 7,50   | 3     |       |
| Alleanza Nazionale                           | Antonio Prade ✔️ Sindaco    | 11.226                      | 53,66 | 1.234              | 6,68   | 3     |       |
| LID                                          | Antonio Prade ✔️ Sindaco    | 11.226                      | 53,66 | 1.140              | 6,17   | 3     |       |
| Unione dei Democratici Cristiani e di Centro | Antonio Prade ✔️ Sindaco    | 11.226                      | 53,66 | 716                | 3,88   | 1     |       |
| Polo Autonomista (DCA - PNE - InM - PAB)     | Antonio Prade ✔️ Sindaco    | 11.226                      | 53,66 | 680                | 3,68   | 1     |       |
|                                              | Maria Cristina Zoleo        | 8.839                       | 42,25 | L'Ulivo            | 2.878  | 15,58 | 6     |
| Insieme per Belluno                          | Maria Cristina Zoleo        | 8.839                       | 42,25 | 1.675              | 9,07   | 3     |       |
| Patto per Belluno con Zoleo                  | Maria Cristina Zoleo        | 8.839                       | 42,25 | 1.627              | 8,81   | 3     |       |
| Belluno Democratica (PRC - PdCI)             | Maria Cristina Zoleo        | 8.839                       | 42,25 | 915                | 4,95   | 2     |       |
| UDEUR - Belluno Popolare                     | Maria Cristina Zoleo        | 8.839                       | 42,25 | 288                | 1,56   | -     |       |
| Italia dei Valori                            | Maria Cristina Zoleo        | 8.839                       | 42,25 | 265                | 1,43   | -     |       |
| Belluno Futura                               | Maria Cristina Zoleo        | 8.839                       | 42,25 | 262                | 1,42   | -     |       |
| Seggio al candidato sindaco                  | Seggio al candidato sindaco | Seggio al candidato sindaco | 42,25 | 1                  |        |       |       |
|                                              | Luigi Roccon                | 855                         | 4,09  | Alternativa Civica | 639    | 3,46  | 1     |
| Totale                                       | Totale                      | 20.920                      | 100   |                    | 18.468 | 100   | 38+2  |

#### Verona
| Candidati                                    | Candidati                   | Voti                        | %     | Liste                                | Voti    | %     | Seggi |
| -------------------------------------------- | --------------------------- | --------------------------- | ----- | ------------------------------------ | ------- | ----- | ----- |
|                                              | Flavio Tosi ✔️ Sindaco      | 92.943                      | 60,75 | Tosi Sindaco per Verona              | 22.482  | 16,38 | 8     |
| Forza Italia                                 | Flavio Tosi ✔️ Sindaco      | 92.943                      | 60,75 | 20.681                               | 15,07   | 8     |       |
| Alleanza Nazionale                           | Flavio Tosi ✔️ Sindaco      | 92.943                      | 60,75 | 17.861                               | 13,02   | 6     |       |
| Lega Nord                                    | Flavio Tosi ✔️ Sindaco      | 92.943                      | 60,75 | 16.417                               | 11,96   | 6     |       |
| Unione dei Democratici Cristiani e di Centro | Flavio Tosi ✔️ Sindaco      | 92.943                      | 60,75 | 6.277                                | 4,57    | 2     |       |
| Democrazia Cristiana per le Autonomie        | Flavio Tosi ✔️ Sindaco      | 92.943                      | 60,75 | 646                                  | 0,47    | -     |       |
| Partito Pensionati                           | Flavio Tosi ✔️ Sindaco      | 92.943                      | 60,75 | 279                                  | 0,20    | -     |       |
|                                              | Paolo Zanotto               | 51.828                      | 33,87 | L'Ulivo                              | 23.860  | 17,39 | 9     |
| Zanotto per Verona                           | Paolo Zanotto               | 51.828                      | 33,87 | 12.805                               | 9,33    | 5     |       |
| Partito dei Comunisti Italiani               | Paolo Zanotto               | 51.828                      | 33,87 | 2.743                                | 2,00    | 1     |       |
| Federazione dei Verdi                        | Paolo Zanotto               | 51.828                      | 33,87 | 2.308                                | 1,68    | -     |       |
| Italia dei Valori                            | Paolo Zanotto               | 51.828                      | 33,87 | 1.649                                | 1,20    | -     |       |
| Popolari UDEUR                               | Paolo Zanotto               | 51.828                      | 33,87 | 699                                  | 0,51    | -     |       |
| Liga Veneta Repubblica                       | Paolo Zanotto               | 51.828                      | 33,87 | 527                                  | 0,38    | -     |       |
| Seggio al candidato sindaco                  | Seggio al candidato sindaco | Seggio al candidato sindaco | 33,87 | 1                                    |         |       |       |
|                                              | Tito Brunelli               | 1.914                       | 1,25  | Progetto Verona                      | 1.786   | 1,30  | -     |
| Partito Socialista Democratico Italiano      | Tito Brunelli               | 1.914                       | 1,25  | 142                                  | 0,10    | -     |       |
|                                              | Fiorenzo Fasoli             | 1.574                       | 1,03  | Partito della Rifondazione Comunista | 1.662   | 1,21  | -     |
|                                              | Francesca Toffali Pivetta   | 1.485                       | 0,97  | Veneto per il PPE                    | 1.308   | 0,95  | -     |
|                                              | Pietro Trabucchi            | 857                         | 0,56  | Verona X Verona                      | 515     | 0,38  | -     |
| Comitati di Quartiere                        | Pietro Trabucchi            | 857                         | 0,56  | 336                                  | 0,24    | -     |       |
|                                              | Roberto Bussinello          | 733                         | 0,48  | Forza Nuova                          | 494     | 0,36  | -     |
| Azione Sociale                               | Roberto Bussinello          | 733                         | 0,48  | 235                                  | 0,17    | -     |       |
|                                              | Fabio Testi                 | 715                         | 0,47  | Cattolici Liberali Cristiani         | 602     | 0,44  | -     |
|                                              | Lodovico Laurella Arietti   | 553                         | 0,36  | Verona Cambiare si Può               | 507     | 0,37  | -     |
|                                              | Franco Nestori              | 265                         | 0,17  | Verona in Gialloblù                  | 276     | 0,20  | -     |
|                                              | Lino Carli                  | 131                         | 0,09  | Progetto NordEst                     | 128     | 0,09  | -     |
| Totale                                       | Totale                      | 152.998                     | 100   |                                      | 137.225 | 100   | 46    |

### Friuli-Venezia Giulia

#### Gorizia
| Candidati                                    | Candidati                        | Voti                        | %     | Liste                 | Voti   | %     | Seggi |
| -------------------------------------------- | -------------------------------- | --------------------------- | ----- | --------------------- | ------ | ----- | ----- |
|                                              | Ettore Romoli ✔️ Sindaco         | 10.855                      | 51,13 | Forza Italia          | 5.280  | 30,14 | 15    |
| Alleanza Nazionale                           | Ettore Romoli ✔️ Sindaco         | 10.855                      | 51,13 | 1.909                 | 10,90  | 5     |       |
| Unione dei Democratici Cristiani e di Centro | Ettore Romoli ✔️ Sindaco         | 10.855                      | 51,13 | 991                   | 5,66   | 2     |       |
| Fiamma Tricolore                             | Ettore Romoli ✔️ Sindaco         | 10.855                      | 51,13 | 489                   | 2,79   | 1     |       |
| Lega Nord                                    | Ettore Romoli ✔️ Sindaco         | 10.855                      | 51,13 | 379                   | 2,16   | 1     |       |
| Democrazia Cristiana per le Autonomie        | Ettore Romoli ✔️ Sindaco         | 10.855                      | 51,13 | 215                   | 1,23   | -     |       |
| Partito Repubblicano Italiano                | Ettore Romoli ✔️ Sindaco         | 10.855                      | 51,13 | 168                   | 0,96   | -     |       |
| Nuovo PSI                                    | Ettore Romoli ✔️ Sindaco         | 10.855                      | 51,13 | 58                    | 0,33   | -     |       |
|                                              | Andrea Bellavite                 | 4.243                       | 19,99 | Forum per Gorizia     | 1.529  | 8,73  | 3     |
| Partito della Rifondazione Comunista         | Andrea Bellavite                 | 4.243                       | 19,99 | 534                   | 3,05   | 1     |       |
| Progetto Gorizia - Italia dei Valori         | Andrea Bellavite                 | 4.243                       | 19,99 | 434                   | 2,48   | 1     |       |
| Gorizia Democratica                          | Andrea Bellavite                 | 4.243                       | 19,99 | 136                   | 0,78   | -     |       |
| Lista Rosa                                   | Andrea Bellavite                 | 4.243                       | 19,99 | 72                    | 0,41   | -     |       |
| Seggio al candidato sindaco                  | Seggio al candidato sindaco      | Seggio al candidato sindaco | 19,99 | 1                     |        |       |       |
|                                              | Giulio Mosetti                   | 3.425                       | 16,13 | L'Ulivo               | 3.072  | 17,54 | 7     |
|                                              | Erminio Tuzzi                    | 1.312                       | 6,18  | Per Gorizia           | 935    | 5,34  | 1     |
| Italia di Mezzo                              | Erminio Tuzzi                    | 1.312                       | 6,18  | 169                   | 0,96   | -     |       |
| Popolari UDEUR                               | Erminio Tuzzi                    | 1.312                       | 6,18  | 24                    | 0,14   | -     |       |
| Seggio al candidato sindaco                  | Seggio al candidato sindaco      | Seggio al candidato sindaco | 6,18  | 1                     |        |       |       |
|                                              | Donatella Gironcoli De Steinbrun | 798                         | 3,76  | Cittadini per Gorizia | 615    | 3,51  | 1     |
|                                              | Luigi Ferone                     | 379                         | 1,79  | Partito Pensionati    | 345    | 1,97  | -     |
|                                              | Giovanni Glessi                  | 217                         | 1,02  | Progetto NordEst      | 162    | 0,92  | -     |
| Totale                                       | Totale                           | 21.229                      |       |                       | 17.516 |       | 40    |

Fonti: Candidati - Liste e seggi

### Liguria

#### Genova
| Candidati                                    | Candidati                     | Voti                        | %     | Liste                                               | Voti    | %     | Seggi |
| -------------------------------------------- | ----------------------------- | --------------------------- | ----- | --------------------------------------------------- | ------- | ----- | ----- |
|                                              | Marta Vincenzi ✔️ Sindaco     | 158.238                     | 51,21 | L'Ulivo                                             | 89.337  | 34,60 | 22    |
| Partito della Rifondazione Comunista         | Marta Vincenzi ✔️ Sindaco     | 158.238                     | 51,21 | 15.615                                              | 6,05    | 3     |       |
| Italia dei Valori                            | Marta Vincenzi ✔️ Sindaco     | 158.238                     | 51,21 | 9.296                                               | 3,60    | 2     |       |
| Partito dei Comunisti Italiani               | Marta Vincenzi ✔️ Sindaco     | 158.238                     | 51,21 | 6.447                                               | 2,50    | 1     |       |
| Federazione dei Verdi                        | Marta Vincenzi ✔️ Sindaco     | 158.238                     | 51,21 | 5.768                                               | 2,23    | 1     |       |
| La Nuova Stagione                            | Marta Vincenzi ✔️ Sindaco     | 158.238                     | 51,21 | 4.660                                               | 1,80    | 1     |       |
| Socialisti Uniti (SDI - Nuovo PSI)           | Marta Vincenzi ✔️ Sindaco     | 158.238                     | 51,21 | 3.690                                               | 1,43    | -     |       |
| Federazione Pensionati - Lista Bertone       | Marta Vincenzi ✔️ Sindaco     | 158.238                     | 51,21 | 1.767                                               | 0,68    | -     |       |
| Popolari UDEUR                               | Marta Vincenzi ✔️ Sindaco     | 158.238                     | 51,21 | 1.155                                               | 0,45    | -     |       |
|                                              | Enrico Musso                  | 142.081                     | 45,98 | Forza Italia                                        | 58.396  | 22,61 | 11    |
| Lista Biasotti                               | Enrico Musso                  | 142.081                     | 45,98 | 18.724                                              | 7,25    | 3     |       |
| Alleanza Nazionale                           | Enrico Musso                  | 142.081                     | 45,98 | 16.117                                              | 6,24    | 3     |       |
| Lega Nord                                    | Enrico Musso                  | 142.081                     | 45,98 | 9.340                                               | 3,62    | 1     |       |
| Unione dei Democratici Cristiani e di Centro | Enrico Musso                  | 142.081                     | 45,98 | 8.170                                               | 3,16    | 1     |       |
| Partito Pensionati                           | Enrico Musso                  | 142.081                     | 45,98 | 1.932                                               | 0,75    | -     |       |
| Seggio al candidato sindaco                  | Seggio al candidato sindaco   | Seggio al candidato sindaco | 45,98 | 1                                                   |         |       |       |
|                                              | Massimo Chiesa                | 1.852                       | 0,60  | Italia di Mezzo                                     | 1.657   | 0,64  | -     |
|                                              | Maurizio Parodi               | 1.727                       | 0,56  | Partito Comunista dei Lavoratori                    | 1.445   | 0,56  | -     |
|                                              | Michelangelo Enrico Trombetta | 1.396                       | 0,45  | Lista PiGreco                                       | 1.254   | 0,49  | -     |
|                                              | Angelo Riccobaldi             | 1.099                       | 0,36  | Forza Nuova                                         | 1.051   | 0,41  | -     |
|                                              | Federica Sattanino            | 861                         | 0,28  | Movimento Indipendentista Ligure                    | 787     | 0,30  | -     |
|                                              | Alessandro Casareto           | 744                         | 0,24  | Democrazia Cristiana per le Autonomie               | 686     | 0,27  | -     |
|                                              | Giuseppe Alongi               | 547                         | 0,18  | Partito Repubblicano Italiano - Pensionati Italiani | 556     | 0,22  | -     |
|                                              | Stefano Budria                | 483                         | 0,16  | Città Partecipata                                   | 377     | 0,15  | -     |
| Totale                                       | Totale                        | 309.028                     |       |                                                     | 258.227 |       | 50    |

#### La Spezia
| Candidati                                    | Candidati                   | Voti                        | %     | Liste                | Voti   | %     | Seggi |
| -------------------------------------------- | --------------------------- | --------------------------- | ----- | -------------------- | ------ | ----- | ----- |
|                                              | Massimo Federici ✔️ Sindaco | 25.489                      | 51,01 | L'Ulivo              | 14.717 | 32,54 | 18    |
| Partito della Rifondazione Comunista         | Massimo Federici ✔️ Sindaco | 25.489                      | 51,01 | 2.530                | 5,59   | 3     |       |
| Socialisti Uniti                             | Massimo Federici ✔️ Sindaco | 25.489                      | 51,01 | 1.350                | 2,98   | 1     |       |
| Italia dei Valori                            | Massimo Federici ✔️ Sindaco | 25.489                      | 51,01 | 1.247                | 2,76   | 1     |       |
| Partito dei Comunisti Italiani               | Massimo Federici ✔️ Sindaco | 25.489                      | 51,01 | 1.103                | 2,44   | 1     |       |
| Democrazia Cristiana                         | Massimo Federici ✔️ Sindaco | 25.489                      | 51,01 | 732                  | 1,62   | -     |       |
| Federazione dei Verdi                        | Massimo Federici ✔️ Sindaco | 25.489                      | 51,01 | 683                  | 1,51   | -     |       |
| Uniti per Spezia                             | Massimo Federici ✔️ Sindaco | 25.489                      | 51,01 | 550                  | 1,22   | -     |       |
| Donne e Consumatori                          | Massimo Federici ✔️ Sindaco | 25.489                      | 51,01 | 296                  | 0,65   | -     |       |
| Popolari UDEUR                               | Massimo Federici ✔️ Sindaco | 25.489                      | 51,01 | 223                  | 0,49   | -     |       |
|                                              | Gianluigi Burrafato         | 19.622                      | 39,27 | Forza Italia         | 9.432  | 20,85 | 8     |
| Alleanza Nazionale                           | Gianluigi Burrafato         | 19.622                      | 39,27 | 5.167                | 11,42  | 4     |       |
| Lega Nord                                    | Gianluigi Burrafato         | 19.622                      | 39,27 | 1.108                | 2,45   | 1     |       |
| La Città Ideale                              | Gianluigi Burrafato         | 19.622                      | 39,27 | 1.026                | 2,27   | -     |       |
| Unione dei Democratici Cristiani e di Centro | Gianluigi Burrafato         | 19.622                      | 39,27 | 804                  | 1,78   | -     |       |
| Democrazia Cristiana per le Autonomie        | Gianluigi Burrafato         | 19.622                      | 39,27 | 193                  | 0,43   | -     |       |
| Seggio al candidato sindaco                  | Seggio al candidato sindaco | Seggio al candidato sindaco | 39,27 | 1                    |        |       |       |
|                                              | Enrico Schiffini            | 3.842                       | 7,69  | Lista Schiffini      | 3.160  | 6,99  | 2     |
|                                              | Arturo Fortunati            | 1.018                       | 2,04  | L'Albero dei Diritti | 908    | 2,01  | -     |
| Totale                                       | Totale                      | 49.971                      |       |                      | 45.229 |       | 40    |

### Emilia-Romagna

#### Parma
| Candidati                                          | Candidati                             | Voti                        | %     | Liste                           | Voti   | %     | Seggi |
| -------------------------------------------------- | ------------------------------------- | --------------------------- | ----- | ------------------------------- | ------ | ----- | ----- |
|                                                    | Pietro Vignali Accede al ballottaggio | 46.653                      | 45,01 | Per Parma con Ubaldi (FI - UDC) | 42.623 | 46,91 | 24    |
|                                                    | Alfredo Peri Accede al ballottaggio   | 38.971                      | 37,60 | L'Ulivo                         | 19.919 | 21,92 | 8     |
| Insieme con Alfredo Peri Sindaco                   | Alfredo Peri Accede al ballottaggio   | 38.971                      | 37,60 | 4.605                           | 5,07   | 2     |       |
| Partito della Rifondazione Comunista               | Alfredo Peri Accede al ballottaggio   | 38.971                      | 37,60 | 3.199                           | 3,52   | 1     |       |
| Italia dei Valori                                  | Alfredo Peri Accede al ballottaggio   | 38.971                      | 37,60 | 3.035                           | 3,34   | 1     |       |
| Verdi - Partito dei Comunisti Italiani             | Alfredo Peri Accede al ballottaggio   | 38.971                      | 37,60 | 1.543                           | 1,70   | -     |       |
| Popolari UDEUR                                     | Alfredo Peri Accede al ballottaggio   | 38.971                      | 37,60 | 312                             | 0,34   | -     |       |
| Italia di Mezzo - Lista Consumatori - Lista civica | Alfredo Peri Accede al ballottaggio   | 38.971                      | 37,60 | 302                             | 0,33   | -     |       |
| Seggio al candidato sindaco                        | Seggio al candidato sindaco           | Seggio al candidato sindaco | 37,60 | 1                               |        |       |       |
|                                                    | Maria Teresa Guarnieri                | 7.711                       | 7,44  | Maria Teresa Guarnieri Sindaco  | 5.178  | 5,70  | 1     |
| Liberali e Autonomisti                             | Maria Teresa Guarnieri                | 7.711                       | 7,44  | 279                             | 0,31   | -     |       |
| Seggio al candidato sindaco                        | Seggio al candidato sindaco           | Seggio al candidato sindaco | 7,44  | 1                               |        |       |       |
|                                                    | Massimo Moine                         | 3.204                       | 3,09  | Alleanza Nazionale              | 3.025  | 3,33  | 1     |
|                                                    | Arturo Balestrieri                    | 3.007                       | 2,90  | Parma Può                       | 2.701  | 2,97  | -     |
|                                                    | Andrea Zorandi                        | 1.837                       | 1,77  | Lega Nord                       | 1.789  | 1,97  | -     |
|                                                    | Cinzia Ferraroni                      | 1.128                       | 1,09  | Parma in Comune                 | 989    | 1,09  | -     |
|                                                    | Fiorenzo Sicuri                       | 836                         | 0,81  | Socialisti Radicali Riformisti  | 1.052  | 1,16  | -     |
|                                                    | Pierre Janvier Mbock                  | 300                         | 0,29  | P.I.E.R. Italia Nuova           | 305    | 0,34  | -     |
| Totale                                             | Totale                                | 103.647                     | 100   |                                 | 90.856 | 100   | 40    |

Ballottaggio
| Candidati | Candidati                 | Voti   | %      |
| --------- | ------------------------- | ------ | ------ |
|           | Pietro Vignali ✔️ Sindaco | 53.959 | 56,57  |
|           | Alfredo Peri              | 41.431 | 43,43  |
| Totale    | Totale                    | 95.390 | 100,00 |

#### Piacenza
| Candidati                                                   | Candidati                            | Voti                        | %     | Liste                                        | Voti   | %     | Seggi |
| ----------------------------------------------------------- | ------------------------------------ | --------------------------- | ----- | -------------------------------------------- | ------ | ----- | ----- |
|                                                             | Roberto Reggi Accede al ballottaggio | 29.003                      | 48,62 | L'Ulivo                                      | 12.956 | 25,33 | 15    |
| Per Piacenza con Reggi                                      | Roberto Reggi Accede al ballottaggio | 29.003                      | 48,62 | 6.192                                        | 12,11  | 7     |       |
| Partito della Rifondazione Comunista                        | Roberto Reggi Accede al ballottaggio | 29.003                      | 48,62 | 1.733                                        | 3,39   | 2     |       |
| Pensionati Piacentini                                       | Roberto Reggi Accede al ballottaggio | 29.003                      | 48,62 | 824                                          | 1,61   | -     |       |
| Italia dei Valori                                           | Roberto Reggi Accede al ballottaggio | 29.003                      | 48,62 | 687                                          | 1,34   | -     |       |
| Partito dei Comunisti Italiani                              | Roberto Reggi Accede al ballottaggio | 29.003                      | 48,62 | 659                                          | 1,29   | -     |       |
| Lista Pensionati                                            | Roberto Reggi Accede al ballottaggio | 29.003                      | 48,62 | 83                                           | 0,16   | -     |       |
|                                                             | Dario Squeri Accede al ballottaggio  | 26.478                      | 44,39 | Forza Italia                                 | 8.179  | 15,99 | 6     |
| Piacenza Libera!                                            | Dario Squeri Accede al ballottaggio  | 26.478                      | 44,39 | 5.819                                        | 11,38  | 4     |       |
| Alleanza Nazionale                                          | Dario Squeri Accede al ballottaggio  | 26.478                      | 44,39 | 4.299                                        | 8,40   | 3     |       |
| Lega Nord                                                   | Dario Squeri Accede al ballottaggio  | 26.478                      | 44,39 | 2.517                                        | 4,92   | 1     |       |
| Democrazia Cristiana per le Autonomie - Pensionati Emiliani | Dario Squeri Accede al ballottaggio  | 26.478                      | 44,39 | 1.358                                        | 2,65   | -     |       |
| Unione dei Democratici Cristiani e di Centro                | Dario Squeri Accede al ballottaggio  | 26.478                      | 44,39 | 1.044                                        | 2,04   | -     |       |
| Forza Nuova - Destra per Piacenza                           | Dario Squeri Accede al ballottaggio  | 26.478                      | 44,39 | 384                                          | 0,75   | -     |       |
| Partito Pensionati                                          | Dario Squeri Accede al ballottaggio  | 26.478                      | 44,39 | 348                                          | 0,68   | -     |       |
| Liberal Sgarbi                                              | Dario Squeri Accede al ballottaggio  | 26.478                      | 44,39 | 323                                          | 0,63   | -     |       |
| Civici Consumatori - Italiani nel Mondo                     | Dario Squeri Accede al ballottaggio  | 26.478                      | 44,39 | 192                                          | 0,38   | -     |       |
| Azione Sociale                                              | Dario Squeri Accede al ballottaggio  | 26.478                      | 44,39 | 125                                          | 0,24   | -     |       |
| Seggio al candidato sindaco                                 | Seggio al candidato sindaco          | Seggio al candidato sindaco | 44,39 | 1                                            |        |       |       |
|                                                             | Giovanni D'Amo                       | 1.911                       | 3,20  | Alleanza per Piacenza (Verdi - Lista civica) | 917    | 1,79  | -     |
| Cittàcomune                                                 | Giovanni D'Amo                       | 1.911                       | 3,20  | 811                                          | 1,59   | -     |       |
| Seggio al candidato sindaco                                 | Seggio al candidato sindaco          | Seggio al candidato sindaco | 3,20  | 1                                            |        |       |       |
|                                                             | Rosarita Mannina                     | 991                         | 1,66  | Partecipa Piacenza (A)                       | 712    | 1,39  | -     |
|                                                             | Maurizio Sesenna                     | 668                         | 1,12  | Esistenza Civile                             | 510    | 1,00  | -     |
|                                                             | Giuseppe De Rosa                     | 319                         | 0,53  | Fiamma Tricolore - Fronte d'Azione           | 249    | 0,49  | -     |
|                                                             | Cristiano Conti                      | 278                         | 0,47  | Democrazia Cristiana                         | 231    | 0,45  | -     |
| Totale                                                      | Totale                               | 59.648                      |       |                                              | 51.152 |       | 38+2  |

- La lista contrassegnata con la lettera A è apparentata al secondo turno con il candidato sindaco Dario Squeri.

Ballottaggio
| Candidati | Candidati                | Voti   | %      |
| --------- | ------------------------ | ------ | ------ |
|           | Roberto Reggi ✔️ Sindaco | 31.475 | 55,72  |
|           | Dario Squeri             | 25.009 | 44,28  |
| Totale    | Totale                   | 56.484 | 100,00 |

### Toscana

#### Lucca
| Candidati                                               | Candidati                                  | Voti                        | %     | Liste                               | Voti   | %     | Seggi |
| ------------------------------------------------------- | ------------------------------------------ | --------------------------- | ----- | ----------------------------------- | ------ | ----- | ----- |
|                                                         | Mauro Favilla Accede al ballottaggio       | 23.405                      | 48,04 | Forza Italia                        | 7.530  | 16,83 | 9     |
| Alleanza Nazionale                                      | Mauro Favilla Accede al ballottaggio       | 23.405                      | 48,04 | 5.631                               | 12,59  | 6     |       |
| Governare Lucca                                         | Mauro Favilla Accede al ballottaggio       | 23.405                      | 48,04 | 4.317                               | 9,65   | 5     |       |
| Unione dei Democratici Cristiani e di Centro            | Mauro Favilla Accede al ballottaggio       | 23.405                      | 48,04 | 3.708                               | 8,29   | 4     |       |
| Lega Nord                                               | Mauro Favilla Accede al ballottaggio       | 23.405                      | 48,04 | 175                                 | 0,39   | -     |       |
| Movimento per l'Autonomia                               | Mauro Favilla Accede al ballottaggio       | 23.405                      | 48,04 | 135                                 | 0,30   | -     |       |
| Famiglie Lavoratori Imprese                             | Mauro Favilla Accede al ballottaggio       | 23.405                      | 48,04 | 131                                 | 0,29   | -     |       |
| Stella e Corona - Toscana Granducale                    | Mauro Favilla Accede al ballottaggio       | 23.405                      | 48,04 | 80                                  | 0,18   | -     |       |
| Movimento Autonomista Toscano                           | Mauro Favilla Accede al ballottaggio       | 23.405                      | 48,04 | 73                                  | 0,16   | -     |       |
| Italia Moderata                                         | Mauro Favilla Accede al ballottaggio       | 23.405                      | 48,04 | 48                                  | 0,11   | -     |       |
| Democrazia Cristiana per le Autonomie - Nuovo PSI - PLI | Mauro Favilla Accede al ballottaggio       | 23.405                      | 48,04 | 39                                  | 0,09   | -     |       |
|                                                         | Andrea Tagliasacchi Accede al ballottaggio | 20.845                      | 42,78 | L'Ulivo                             | 12.738 | 28,47 | 11    |
| Il Centro con Tagliasacchi Sindaco                      | Andrea Tagliasacchi Accede al ballottaggio | 20.845                      | 42,78 | 2.105                               | 4,70   | 1     |       |
| Partito della Rifondazione Comunista                    | Andrea Tagliasacchi Accede al ballottaggio | 20.845                      | 42,78 | 1.242                               | 2,78   | 1     |       |
| Italia dei Valori                                       | Andrea Tagliasacchi Accede al ballottaggio | 20.845                      | 42,78 | 823                                 | 1,84   | -     |       |
| Partito dei Comunisti Italiani                          | Andrea Tagliasacchi Accede al ballottaggio | 20.845                      | 42,78 | 768                                 | 1,72   | -     |       |
| Federazione dei Verdi                                   | Andrea Tagliasacchi Accede al ballottaggio | 20.845                      | 42,78 | 453                                 | 1,01   | -     |       |
| Riformisti - Unità Socialista                           | Andrea Tagliasacchi Accede al ballottaggio | 20.845                      | 42,78 | 303                                 | 0,68   | -     |       |
| Movimento Autonomo Pensionati                           | Andrea Tagliasacchi Accede al ballottaggio | 20.845                      | 42,78 | 95                                  | 0,21   | -     |       |
| Seggio al candidato sindaco                             | Seggio al candidato sindaco                | Seggio al candidato sindaco | 42,78 | 1                                   |        |       |       |
|                                                         | Marco Brancoli Pantera                     | 1.879                       | 3,86  | Liberi e Responsabili - Lista Fazzi | 1.879  | 4,20  | 1     |
|                                                         | Giovanni Pierami                           | 1.415                       | 2,90  | Per Lucca e i Suoi Paesi            | 1.474  | 3,29  | 1     |
|                                                         | Andrea Colombini                           | 566                         | 1,16  | E Ancora Lucca                      | 451    | 1,01  | -     |
|                                                         | Pier Giorgio Licheri                       | 336                         | 0,69  | Libero Incontro                     | 301    | 0,67  | -     |
|                                                         | Gabriele Venezi                            | 278                         | 0,57  | Forza Nuova                         | 242    | 0,54  | -     |
| Totale                                                  | Totale                                     | 48.724                      |       |                                     | 44.741 |       | 40    |

Ballottaggio
| Candidati | Candidati                | Voti   | %      |
| --------- | ------------------------ | ------ | ------ |
|           | Mauro Favilla ✔️ Sindaco | 24.408 | 52,47  |
|           | Andrea Tagliasacchi      | 22.112 | 47,53  |
| Totale    | Totale                   | 46.520 | 100,00 |

#### Pistoia
| Candidati                                    | Candidati                                  | Voti                        | %     | Liste                                         | Voti   | %     | Seggi |
| -------------------------------------------- | ------------------------------------------ | --------------------------- | ----- | --------------------------------------------- | ------ | ----- | ----- |
|                                              | Renzo Berti Accede al ballottaggio         | 23.620                      | 48,08 | L'Ulivo                                       | 13.951 | 31,35 | 16    |
| Partito dei Comunisti Italiani               | Renzo Berti Accede al ballottaggio         | 23.620                      | 48,08 | 4.197                                         | 9,43   | 4     |       |
| Laici Riformisti - Unità Socialista          | Renzo Berti Accede al ballottaggio         | 23.620                      | 48,08 | 2.125                                         | 4,78   | 2     |       |
| Partito della Rifondazione Comunista         | Renzo Berti Accede al ballottaggio         | 23.620                      | 48,08 | 2.111                                         | 4,74   | 2     |       |
| Italia dei Valori                            | Renzo Berti Accede al ballottaggio         | 23.620                      | 48,08 | 650                                           | 1,46   | -     |       |
| Popolari UDEUR                               | Renzo Berti Accede al ballottaggio         | 23.620                      | 48,08 | 257                                           | 0,58   | -     |       |
| Pensionati per l'Europa                      | Renzo Berti Accede al ballottaggio         | 23.620                      | 48,08 | 134                                           | 0,30   | -     |       |
|                                              | Alessandro Capecchi Accede al ballottaggio | 17.787                      | 36,21 | Forza Italia                                  | 7.795  | 17,52 | 6     |
| Alleanza Nazionale                           | Alessandro Capecchi Accede al ballottaggio | 17.787                      | 36,21 | 6.190                                         | 13,91  | 5     |       |
| Unione dei Democratici Cristiani e di Centro | Alessandro Capecchi Accede al ballottaggio | 17.787                      | 36,21 | 1.800                                         | 4,05   | 1     |       |
| Democrazia Cristiana per le Autonomie        | Alessandro Capecchi Accede al ballottaggio | 17.787                      | 36,21 | 179                                           | 0,40   | -     |       |
| Seggio al candidato sindaco                  | Seggio al candidato sindaco                | Seggio al candidato sindaco | 36,21 | 1                                             |        |       |       |
|                                              | Giovanni Capecchi                          | 6.552                       | 13,34 | Federazione dei Verdi - Arcobaleno su Pistoia | 3.468  | 7,79  | 2     |
| Progetto Comune                              | Giovanni Capecchi                          | 6.552                       | 13,34 | 585                                           | 1,31   | -     |       |
| Seggio al candidato sindaco                  | Seggio al candidato sindaco                | Seggio al candidato sindaco | 13,34 | 1                                             |        |       |       |
|                                              | Paolo Bonacchi                             | 543                         | 1,11  | Lega Nord (A)                                 | 501    | 1,13  | -     |
|                                              | Luca Cipriani                              | 430                         | 0,88  | Unione dei Cittadini                          | 407    | 0,91  | -     |
|                                              | Sabrina Paoli                              | 193                         | 0,39  | Partito Umanista                              | 145    | 0,33  | -     |
| Totale                                       | Totale                                     | 49.125                      |       |                                               | 44.495 |       | 40    |

- La lista contrassegnata con la lettera A è apparentata al secondo turno con il candidato sindaco Alessandro Capecchi.

Ballottaggio
| Candidati | Candidati              | Voti   | %      |
| --------- | ---------------------- | ------ | ------ |
|           | Renzo Berti ✔️ Sindaco | 23.590 | 53,33  |
|           | Alessandro Capecchi    | 20.646 | 46,67  |
| Totale    | Totale                 | 44.236 | 100,00 |

### Lazio

#### Frosinone
| Candidati                                    | Candidati                   | Voti                        | %     | Liste                                        | Voti   | %     | Seggi |
| -------------------------------------------- | --------------------------- | --------------------------- | ----- | -------------------------------------------- | ------ | ----- | ----- |
|                                              | Michele Marini ✔️ Sindaco   | 16.901                      | 53,34 | L'Ulivo                                      | 4.845  | 16,08 | 8     |
| Socialisti Democratici Italiani              | Michele Marini ✔️ Sindaco   | 16.901                      | 53,34 | 4.434                                        | 14,72  | 7     |       |
| Michele Marini Sindaco                       | Michele Marini ✔️ Sindaco   | 16.901                      | 53,34 | 3.335                                        | 11,07  | 6     |       |
| Popolari UDEUR                               | Michele Marini ✔️ Sindaco   | 16.901                      | 53,34 | 824                                          | 2,74   | 1     |       |
| Lista Tucci per Marini Sindaco               | Michele Marini ✔️ Sindaco   | 16.901                      | 53,34 | 690                                          | 2,29   | 1     |       |
| La Sinistra (PRC - PdCI - Verdi)             | Michele Marini ✔️ Sindaco   | 16.901                      | 53,34 | 603                                          | 2,00   | 1     |       |
| Terzo Polo                                   | Michele Marini ✔️ Sindaco   | 16.901                      | 53,34 | 542                                          | 1,80   | -     |       |
| Italia dei Valori                            | Michele Marini ✔️ Sindaco   | 16.901                      | 53,34 | 512                                          | 1,70   | -     |       |
| Democrazia Cristiana                         | Michele Marini ✔️ Sindaco   | 16.901                      | 53,34 | 389                                          | 1,29   | -     |       |
| Giovani Leoni                                | Michele Marini ✔️ Sindaco   | 16.901                      | 53,34 | 118                                          | 0,39   | -     |       |
|                                              | Adriano Piacentini          | 11.271                      | 35,57 | Forza Italia                                 | 4.113  | 13,65 | 5     |
| Alleanza Nazionale                           | Adriano Piacentini          | 11.271                      | 35,57 | 3.442                                        | 11,43  | 5     |       |
| Unione dei Democratici Cristiani e di Centro | Adriano Piacentini          | 11.271                      | 35,57 | 2.349                                        | 7,80   | 3     |       |
| Frosinone Futura - Lista Piacentini          | Adriano Piacentini          | 11.271                      | 35,57 | 650                                          | 2,16   | -     |       |
| Movimento per l'Autonomia                    | Adriano Piacentini          | 11.271                      | 35,57 | 236                                          | 0,78   | -     |       |
| Fiamma Tricolore                             | Adriano Piacentini          | 11.271                      | 35,57 | 186                                          | 0,62   | -     |       |
| Seggio al candidato sindaco                  | Seggio al candidato sindaco | Seggio al candidato sindaco | 35,57 | 1                                            |        |       |       |
|                                              | Riccardo Mastrangeli        | 2.806                       | 8,86  | Democrazia Cristiana per le Autonomie        | 1.224  | 4,06  | 1     |
| Lista per Frosinone - PRI                    | Riccardo Mastrangeli        | 2.806                       | 8,86  | 747                                          | 2,48   | -     |       |
| Italia di Mezzo                              | Riccardo Mastrangeli        | 2.806                       | 8,86  | 364                                          | 1,21   | -     |       |
| Seggio al candidato sindaco                  | Seggio al candidato sindaco | Seggio al candidato sindaco | 8,86  | 1                                            |        |       |       |
|                                              | Ivan De Santis              | 494                         | 1,56  | Alternativa Verde - Rifondazione Democratica | 395    | 1,31  | -     |
|                                              | Maurizio Tivinio            | 213                         | 0,67  | Alternativa per Frosinone                    | 124    | 0,41  | -     |
| Totale                                       | Totale                      | 31.685                      |       |                                              | 30.122 |       | 40    |

#### Latina
| Candidati                                    | Candidati                                | Voti                        | %     | Liste                               | Voti   | %     | Seggi |
| -------------------------------------------- | ---------------------------------------- | --------------------------- | ----- | ----------------------------------- | ------ | ----- | ----- |
|                                              | Vincenzo Zaccheo Accede al ballottaggio  | 39.097                      | 49,55 | Forza Italia                        | 17.573 | 23,54 | 11    |
| Alleanza Nazionale                           | Vincenzo Zaccheo Accede al ballottaggio  | 39.097                      | 49,55 | 16.346                              | 21,90  | 10    |       |
| Unione dei Democratici Cristiani e di Centro | Vincenzo Zaccheo Accede al ballottaggio  | 39.097                      | 49,55 | 5.920                               | 7,93   | 3     |       |
| Democrazia Cristiana per le Autonomie        | Vincenzo Zaccheo Accede al ballottaggio  | 39.097                      | 49,55 | 1.525                               | 2,04   | -     |       |
| Alternativa Sociale                          | Vincenzo Zaccheo Accede al ballottaggio  | 39.097                      | 49,55 | 876                                 | 1,17   | -     |       |
| Fiamma Tricolore                             | Vincenzo Zaccheo Accede al ballottaggio  | 39.097                      | 49,55 | 569                                 | 0,76   | -     |       |
| Nuovo PSI                                    | Vincenzo Zaccheo Accede al ballottaggio  | 39.097                      | 49,55 | 167                                 | 0,22   | -     |       |
| Partito Pensionati                           | Vincenzo Zaccheo Accede al ballottaggio  | 39.097                      | 49,55 | 63                                  | 0,08   | -     |       |
| Movimento per l'Autonomia                    | Vincenzo Zaccheo Accede al ballottaggio  | 39.097                      | 49,55 | 31                                  | 0,04   | -     |       |
| Partito Repubblicano Italiano                | Vincenzo Zaccheo Accede al ballottaggio  | 39.097                      | 49,55 | 27                                  | 0,04   | -     |       |
|                                              | Maurizio Mansutti Accede al ballottaggio | 17.900                      | 22,68 | La Margherita                       | 6.037  | 8,09  | 4     |
| Democratici di Sinistra - SDI - MRE          | Maurizio Mansutti Accede al ballottaggio | 17.900                      | 22,68 | 5.954                               | 7,98   | 3     |       |
| Insieme con Mansutti                         | Maurizio Mansutti Accede al ballottaggio | 17.900                      | 22,68 | 2.263                               | 3,03   | 1     |       |
| Partito della Rifondazione Comunista         | Maurizio Mansutti Accede al ballottaggio | 17.900                      | 22,68 | 884                                 | 1,18   | -     |       |
| Federazione dei Verdi - Lista civica         | Maurizio Mansutti Accede al ballottaggio | 17.900                      | 22,68 | 581                                 | 0,78   | -     |       |
| Seggio al candidato sindaco                  | Seggio al candidato sindaco              | Seggio al candidato sindaco | 22,68 | 1                                   |        |       |       |
|                                              | Fabrizio Cirilli                         | 17.286                      | 21,91 | Lista Cirilli - Progetto per Latina | 8.601  | 11,52 | 5     |
| Popolari UDEUR                               | Fabrizio Cirilli                         | 17.286                      | 21,91 | 1.246                               | 1,67   | -     |       |
| Giovani per Latina con Cirilli               | Fabrizio Cirilli                         | 17.286                      | 21,91 | 893                                 | 1,20   | -     |       |
| Italia dei Valori                            | Fabrizio Cirilli                         | 17.286                      | 21,91 | 848                                 | 1,14   | -     |       |
| Seggio al candidato sindaco                  | Seggio al candidato sindaco              | Seggio al candidato sindaco | 21,91 | 1                                   |        |       |       |
|                                              | Alessandro Catani                        | 2.662                       | 3,37  | Per Latina                          | 2.554  | 3,42  | -     |
|                                              | Ruggero Mantovani                        | 723                         | 0,92  | Partito di Alternativa Comunista    | 496    | 0,66  | -     |
|                                              | Antonio Flamini                          | 625                         | 0,79  | Democrazia Cristiana                | 622    | 0,83  | -     |
|                                              | Nando Cappelletti                        | 422                         | 0,53  | Latina Sociale                      | 384    | 0,51  | -     |
|                                              | Carmine Bennato                          | 196                         | 0,25  | Italiani nel Mondo                  | 183    | 0,25  | -     |
| Totale                                       | Totale                                   | 78.911                      |       |                                     | 74.643 |       | 40    |

Ballottaggio
| Candidati | Candidati                   | Voti   | %      |
| --------- | --------------------------- | ------ | ------ |
|           | Vincenzo Zaccheo ✔️ Sindaco | 38.796 | 62,08  |
|           | Maurizio Mansutti           | 23.693 | 37,92  |
| Totale    | Totale                      | 62.489 | 100,00 |

#### Rieti
| Candidati                                    | Candidati                   | Voti                        | %     | Liste                            | Voti   | %     | Seggi |
| -------------------------------------------- | --------------------------- | --------------------------- | ----- | -------------------------------- | ------ | ----- | ----- |
|                                              | Giuseppe Emili ✔️ Sindaco   | 16.644                      | 52,14 | Forza Italia                     | 5.326  | 17,54 | 9     |
| Alleanza Nazionale                           | Giuseppe Emili ✔️ Sindaco   | 16.644                      | 52,14 | 4.877                            | 16,06  | 8     |       |
| Unione dei Democratici Cristiani e di Centro | Giuseppe Emili ✔️ Sindaco   | 16.644                      | 52,14 | 1.700                            | 5,60   | 3     |       |
| Democrazia Cristiana per le Autonomie        | Giuseppe Emili ✔️ Sindaco   | 16.644                      | 52,14 | 1.205                            | 3,97   | 2     |       |
| Lista Civica per Rieti                       | Giuseppe Emili ✔️ Sindaco   | 16.644                      | 52,14 | 1.036                            | 3,41   | 1     |       |
| Partito Repubblicano Italiano                | Giuseppe Emili ✔️ Sindaco   | 16.644                      | 52,14 | 1.002                            | 3,30   | 1     |       |
| Partito Pensionati                           | Giuseppe Emili ✔️ Sindaco   | 16.644                      | 52,14 | 310                              | 1,02   | -     |       |
| Fiamma Tricolore                             | Giuseppe Emili ✔️ Sindaco   | 16.644                      | 52,14 | 261                              | 0,86   | -     |       |
| Nuovo PSI                                    | Giuseppe Emili ✔️ Sindaco   | 16.644                      | 52,14 | 21                               | 0,07   | -     |       |
|                                              | Gaetano Papalia             | 13.914                      | 43,59 | L'Ulivo                          | 5.895  | 19,41 | 8     |
| Popolari UDEUR - Moderati per Papalia        | Gaetano Papalia             | 13.914                      | 43,59 | 1.904                            | 6,27   | 2     |       |
| Nuova Rieti per Papalia                      | Gaetano Papalia             | 13.914                      | 43,59 | 1.362                            | 4,48   | 1     |       |
| Partito della Rifondazione Comunista         | Gaetano Papalia             | 13.914                      | 43,59 | 1.359                            | 4,47   | 1     |       |
| Socialisti Democratici Italiani              | Gaetano Papalia             | 13.914                      | 43,59 | 1.118                            | 3,68   | 1     |       |
| Partito Socialista Democratico Italiano      | Gaetano Papalia             | 13.914                      | 43,59 | 722                              | 2,38   | 1     |       |
| Federazione dei Verdi                        | Gaetano Papalia             | 13.914                      | 43,59 | 344                              | 1,13   | -     |       |
| Partito dei Comunisti Italiani               | Gaetano Papalia             | 13.914                      | 43,59 | 332                              | 1,09   | -     |       |
| Italia dei Valori                            | Gaetano Papalia             | 13.914                      | 43,59 | 255                              | 0,84   | -     |       |
| Lista Controvento                            | Gaetano Papalia             | 13.914                      | 43,59 | 225                              | 0,74   | -     |       |
| Seggio al candidato sindaco                  | Seggio al candidato sindaco | Seggio al candidato sindaco | 43,59 | 1                                |        |       |       |
|                                              | Paolo Tigli                 | 1.163                       | 3,64  | Rieti Viva                       | 956    | 3,15  | 1     |
|                                              | Giovanni Bernardetti        | 156                         | 0,49  | Democrazia Cristiana             | 141    | 0,46  | -     |
|                                              | Nazzarena Desideri          | 42                          | 0,13  | Partito Comunista dei Lavoratori | 18     | 0,06  | -     |
| Totale                                       | Totale                      | 31.919                      |       |                                  | 30.369 |       | 40    |

### Abruzzo

#### L'Aquila
| Candidati                                    | Candidati                   | Voti                        | %     | Liste                                 | Voti   | %     | Seggi |
| -------------------------------------------- | --------------------------- | --------------------------- | ----- | ------------------------------------- | ------ | ----- | ----- |
|                                              | Massimo Cialente ✔️ Sindaco | 25.011                      | 53,25 | Democratici di Sinistra               | 6.341  | 13,91 | 7     |
| La Margherita                                | Massimo Cialente ✔️ Sindaco | 25.011                      | 53,25 | 4.718                                 | 10,35  | 5     |       |
| Popolari UDEUR                               | Massimo Cialente ✔️ Sindaco | 25.011                      | 53,25 | 3.896                                 | 8,55   | 4     |       |
| Socialisti Democratici Italiani              | Massimo Cialente ✔️ Sindaco | 25.011                      | 53,25 | 2.372                                 | 5,20   | 2     |       |
| Impegno per l'Aquila                         | Massimo Cialente ✔️ Sindaco | 25.011                      | 53,25 | 2.256                                 | 4,95   | 2     |       |
| Italia dei Valori                            | Massimo Cialente ✔️ Sindaco | 25.011                      | 53,25 | 1.752                                 | 3,84   | 1     |       |
| Partito della Rifondazione Comunista         | Massimo Cialente ✔️ Sindaco | 25.011                      | 53,25 | 1.139                                 | 2,50   | 1     |       |
| Socialisti Riformisti                        | Massimo Cialente ✔️ Sindaco | 25.011                      | 53,25 | 1.106                                 | 2,43   | 1     |       |
| Partito dei Comunisti Italiani               | Massimo Cialente ✔️ Sindaco | 25.011                      | 53,25 | 973                                   | 2,13   | 1     |       |
| Democrazia Cristiana                         | Massimo Cialente ✔️ Sindaco | 25.011                      | 53,25 | 895                                   | 1,96   | -     |       |
| Federazione dei Verdi                        | Massimo Cialente ✔️ Sindaco | 25.011                      | 53,25 | 619                                   | 1,36   | -     |       |
|                                              | Maurizio Leopardi           | 14.694                      | 31,28 | Forza Italia                          | 5.091  | 11,17 | 5     |
| Alleanza Nazionale                           | Maurizio Leopardi           | 14.694                      | 31,28 | 3.936                                 | 8,64   | 3     |       |
| Unione dei Democratici Cristiani e di Centro | Maurizio Leopardi           | 14.694                      | 31,28 | 3.105                                 | 6,81   | 3     |       |
| Nuovo PSI                                    | Maurizio Leopardi           | 14.694                      | 31,28 | 575                                   | 1,26   | -     |       |
| Alternativa Sociale                          | Maurizio Leopardi           | 14.694                      | 31,28 | 426                                   | 0,93   | -     |       |
| Alternativa per L'Aquila                     | Maurizio Leopardi           | 14.694                      | 31,28 | 217                                   | 0,48   | -     |       |
| Seggio al candidato sindaco                  | Seggio al candidato sindaco | Seggio al candidato sindaco | 31,28 | 1                                     |        |       |       |
|                                              | Angelo De Nicola            | 5.094                       | 10,84 | Italia di Mezzo                       | 2.926  | 6,42  | 2     |
| Città Unita                                  | Angelo De Nicola            | 5.094                       | 10,84 | 1.200                                 | 2,63   | 1     |       |
| Partito Liberale Italiano                    | Angelo De Nicola            | 5.094                       | 10,84 | 369                                   | 0,81   | -     |       |
| Seggio al candidato sindaco                  | Seggio al candidato sindaco | Seggio al candidato sindaco | 10,84 | 1                                     |        |       |       |
|                                              | Luca Bergamotto             | 1.194                       | 2,54  | Democrazia Cristiana per le Autonomie | 1.086  | 2,38  | -     |
|                                              | Stefano Vittorini           | 980                         | 2,09  | L'Aquila per Stefano Vittorini        | 580    | 1,27  | -     |
| Totale                                       | Totale                      | 46.973                      |       |                                       | 45.578 |       | 40    |

### Molise

#### Isernia
| Candidati                                    | Candidati                   | Voti                        | %     | Liste                                   | Voti   | %     | Seggi |
| -------------------------------------------- | --------------------------- | --------------------------- | ----- | --------------------------------------- | ------ | ----- | ----- |
|                                              | Gabriele Melogli ✔️ Sindaco | 10.154                      | 69,10 | Forza Italia                            | 4.891  | 33,80 | 15    |
| Unione dei Democratici Cristiani e di Centro | Gabriele Melogli ✔️ Sindaco | 10.154                      | 69,10 | 1.606                                   | 11,10  | 5     |       |
| Alleanza Nazionale                           | Gabriele Melogli ✔️ Sindaco | 10.154                      | 69,10 | 1.570                                   | 10,85  | 5     |       |
| Progetto Molise                              | Gabriele Melogli ✔️ Sindaco | 10.154                      | 69,10 | 1.348                                   | 9,32   | 4     |       |
| Democrazia Cristiana per le Autonomie        | Gabriele Melogli ✔️ Sindaco | 10.154                      | 69,10 | 572                                     | 3,95   | 1     |       |
| Molise Civile                                | Gabriele Melogli ✔️ Sindaco | 10.154                      | 69,10 | 404                                     | 2,79   | 1     |       |
| Nuovo PSI                                    | Gabriele Melogli ✔️ Sindaco | 10.154                      | 69,10 | 184                                     | 1,27   | -     |       |
| Partito Pensionati                           | Gabriele Melogli ✔️ Sindaco | 10.154                      | 69,10 | 37                                      | 0,26   | -     |       |
|                                              | Marcello Veneziale          | 2.698                       | 18,36 | Isernia per il Partito Democratico      | 1.534  | 10,60 | 4     |
| Italia dei Valori                            | Marcello Veneziale          | 2.698                       | 18,36 | 714                                     | 4,93   | 2     |       |
| Sinistra Unita (PRC - Verdi)                 | Marcello Veneziale          | 2.698                       | 18,36 | 316                                     | 2,18   | -     |       |
| Seggio al candidato sindaco                  | Seggio al candidato sindaco | Seggio al candidato sindaco | 18,36 | 1                                       |        |       |       |
|                                              | Alfredo D'Ambrosio          | 864                         | 5,88  | Popolari UDEUR - Iniziativa Democratica | 697    | 4,82  | 2     |
|                                              | Giovanni Massaro            | 373                         | 2,54  | Isernia nel Cuore                       | 249    | 1,72  | -     |
|                                              | Luciano D'Agostino          | 363                         | 2,47  | Socialisti Democratici Italiani         | 199    | 1,38  | -     |
|                                              | Emilio Izzo                 | 242                         | 1,65  | Isernia Domani                          | 149    | 1,03  | -     |
| Totale                                       | Totale                      | 14.694                      |       |                                         | 14.470 |       | 40    |

### Puglia

#### Lecce
| Candidati                                    | Candidati                   | Voti                        | %     | Liste                 | Voti   | %     | Seggi |
| -------------------------------------------- | --------------------------- | --------------------------- | ----- | --------------------- | ------ | ----- | ----- |
|                                              | Paolo Perrone ✔️ Sindaco    | 34.367                      | 56,21 | Alleanza Nazionale    | 11.633 | 19,78 | 9     |
| Forza Italia                                 | Paolo Perrone ✔️ Sindaco    | 34.367                      | 56,21 | 8.720                 | 14,83  | 7     |       |
| Progetto per Lecce - La Città                | Paolo Perrone ✔️ Sindaco    | 34.367                      | 56,21 | 4.527                 | 7,70   | 3     |       |
| Lecce Città del Mondo                        | Paolo Perrone ✔️ Sindaco    | 34.367                      | 56,21 | 3.550                 | 6,04   | 2     |       |
| Unione dei Democratici Cristiani e di Centro | Paolo Perrone ✔️ Sindaco    | 34.367                      | 56,21 | 3.331                 | 5,66   | 2     |       |
| Democrazia Cristiana per le Autonomie        | Paolo Perrone ✔️ Sindaco    | 34.367                      | 56,21 | 1.889                 | 3,21   | 1     |       |
| Alternativa per Lecce                        | Paolo Perrone ✔️ Sindaco    | 34.367                      | 56,21 | 152                   | 0,26   | -     |       |
| Partito Pensionati                           | Paolo Perrone ✔️ Sindaco    | 34.367                      | 56,21 | 116                   | 0,20   | -     |       |
| Fiamma Tricolore                             | Paolo Perrone ✔️ Sindaco    | 34.367                      | 56,21 | 100                   | 0,17   | -     |       |
|                                              | Antonio Rotundo             | 22.429                      | 36,68 | L'Ulivo               | 9.125  | 15,52 | 7     |
| Una Buona Azione per Lecce                   | Antonio Rotundo             | 22.429                      | 36,68 | 3.772                 | 6,41   | 3     |       |
| Socialisti Democratici Italiani              | Antonio Rotundo             | 22.429                      | 36,68 | 2.416                 | 4,11   | 2     |       |
| Lista Corvaglia G                            | Antonio Rotundo             | 22.429                      | 36,68 | 1.614                 | 2,74   | 1     |       |
| Popolari UDEUR                               | Antonio Rotundo             | 22.429                      | 36,68 | 1.359                 | 2,31   | 1     |       |
| Partito dei Comunisti Italiani               | Antonio Rotundo             | 22.429                      | 36,68 | 962                   | 1,64   | -     |       |
| Partito della Rifondazione Comunista         | Antonio Rotundo             | 22.429                      | 36,68 | 620                   | 1,05   | -     |       |
| Italia dei Valori                            | Antonio Rotundo             | 22.429                      | 36,68 | 537                   | 0,91   | -     |       |
| Federazione dei Verdi                        | Antonio Rotundo             | 22.429                      | 36,68 | 462                   | 0,79   | -     |       |
| Partito Socialista della Puglia              | Antonio Rotundo             | 22.429                      | 36,68 | 129                   | 0,22   | -     |       |
| Seggio al candidato sindaco                  | Seggio al candidato sindaco | Seggio al candidato sindaco | 36,68 | 1                     |        |       |       |
|                                              | Adalberto Wojtek Pankiewicz | 2.153                       | 3,52  | Il Centro Moderato    | 1.220  | 2,07  | -     |
| Democrazia Cristiana - Italia di Mezzo       | Adalberto Wojtek Pankiewicz | 2.153                       | 3,52  | 754                   | 1,28   | -     |       |
| Seggio al candidato sindaco                  | Seggio al candidato sindaco | Seggio al candidato sindaco | 3,52  | 1                     |        |       |       |
|                                              | Mario De Cristofaro         | 1.417                       | 2,32  | Socialpopolari        | 1.104  | 1,88  | -     |
|                                              | Salvatore Bianco            | 776                         | 1,27  | Per Lecce e le Marine | 713    | 1,21  | -     |
| Totale                                       | Totale                      | 61.142                      |       |                       | 58.805 |       | 40    |

#### Taranto
| Candidati                                    | Candidati                               | Voti                        | %     | Liste                               | Voti    | %     | Seggi |
| -------------------------------------------- | --------------------------------------- | --------------------------- | ----- | ----------------------------------- | ------- | ----- | ----- |
|                                              | Ippazio Stefano Accede al ballottaggio  | 46.073                      | 37,28 | Lista Stefàno                       | 9.912   | 8,76  | 7     |
| Sinistra Democratica per Stefàno             | Ippazio Stefano Accede al ballottaggio  | 46.073                      | 37,28 | 9.028                               | 7,98    | 7     |       |
| Popolari UDEUR                               | Ippazio Stefano Accede al ballottaggio  | 46.073                      | 37,28 | 6.451                               | 5,70    | 5     |       |
| Nuovo PSI                                    | Ippazio Stefano Accede al ballottaggio  | 46.073                      | 37,28 | 2.731                               | 2,41    | 2     |       |
| Partito della Rifondazione Comunista         | Ippazio Stefano Accede al ballottaggio  | 46.073                      | 37,28 | 2.509                               | 2,22    | 1     |       |
| Federazione dei Verdi                        | Ippazio Stefano Accede al ballottaggio  | 46.073                      | 37,28 | 2.203                               | 1,95    | 1     |       |
| Partito dei Comunisti Italiani               | Ippazio Stefano Accede al ballottaggio  | 46.073                      | 37,28 | 1.847                               | 1,63    | 1     |       |
| Democrazia Cristiana per le Autonomie - DC   | Ippazio Stefano Accede al ballottaggio  | 46.073                      | 37,28 | 791                                 | 0,70    | -     |       |
|                                              | Giovanni Florido Accede al ballottaggio | 25.666                      | 20,77 | Movimento Lista Florido             | 9.618   | 8,50  | 3     |
| La Margherita                                | Giovanni Florido Accede al ballottaggio | 25.666                      | 20,77 | 7.226                               | 6,39    | 2     |       |
| Democratici di Sinistra                      | Giovanni Florido Accede al ballottaggio | 25.666                      | 20,77 | 6.965                               | 6,15    | 2     |       |
| Italia dei Valori                            | Giovanni Florido Accede al ballottaggio | 25.666                      | 20,77 | 3.117                               | 2,75    | -     |       |
| Italia di Mezzo                              | Giovanni Florido Accede al ballottaggio | 25.666                      | 20,77 | 2.902                               | 2,56    | -     |       |
| Socialisti Democratici Italiani              | Giovanni Florido Accede al ballottaggio | 25.666                      | 20,77 | 2.454                               | 2,17    | -     |       |
| Seggio al candidato sindaco                  | Seggio al candidato sindaco             | Seggio al candidato sindaco | 20,77 | 1                                   |         |       |       |
|                                              | Mario Cito                              | 25.032                      | 20,25 | Lega d'Azione Meridionale           | 17.669  | 15,61 | 4     |
|                                              | Eugenio Introcaso                       | 19.207                      | 15,54 | Forza Italia                        | 9.780   | 8,64  | 2     |
| Alleanza Nazionale                           | Eugenio Introcaso                       | 19.207                      | 15,54 | 4.745                               | 4,19    | 1     |       |
| Unione dei Democratici Cristiani e di Centro | Eugenio Introcaso                       | 19.207                      | 15,54 | 4.545                               | 4,02    | -     |       |
| Forum per Introcaso                          | Eugenio Introcaso                       | 19.207                      | 15,54 | 848                                 | 0,75    | -     |       |
| Seggio al candidato sindaco                  | Seggio al candidato sindaco             | Seggio al candidato sindaco | 15,54 | 1                                   |         |       |       |
|                                              | Giovanni Liviano D'Arcangelo            | 3.470                       | 2,81  | La Città che Vogliamo               | 2.873   | 2,54  | -     |
|                                              | Antonio Fago                            | 2.005                       | 1,62  | Prospettive per l'Italia e l'Europa | 1.051   | 0,93  | -     |
| Partito Democratico Cristiano                | Antonio Fago                            | 2.005                       | 1,62  | 635                                 | 0,56    | -     |       |
| Taranto Cristiana                            | Antonio Fago                            | 2.005                       | 1,62  | 612                                 | 0,54    | -     |       |
| Taranto Liberata                             | Antonio Fago                            | 2.005                       | 1,62  | 310                                 | 0,27    | -     |       |
| Democrazia Popolare                          | Antonio Fago                            | 2.005                       | 1,62  | 214                                 | 0,19    | -     |       |
|                                              | Grazia Bruno                            | 947                         | 0,77  | Lista Graziana Bruno                | 1.087   | 0,96  | -     |
|                                              | Vincenzo Gigante                        | 784                         | 0,63  | Lista Gigante                       | 708     | 0,63  | -     |
|                                              | Filippo Lerario                         | 319                         | 0,26  | Fiamma Tricolore                    | 265     | 0,23  | -     |
|                                              | Alfonso Alfano                          | 99                          | 0,08  | Forza Taranto                       | 71      | 0,06  | -     |
| Totale                                       | Totale                                  | 123.602                     |       |                                     | 113.167 |       | 40    |

Ballottaggio
| Candidati | Candidati                  | Voti   | %      |
| --------- | -------------------------- | ------ | ------ |
|           | Ippazio Stefano ✔️ Sindaco | 66.282 | 76,27  |
|           | Giovanni Florido           | 20.628 | 23,73  |
| Totale    | Totale                     | 86.910 | 100,00 |

#### Trani
| Candidati                                    | Candidati                     | Voti                        | %     | Liste                 | Voti   | %     | Seggi |
| -------------------------------------------- | ----------------------------- | --------------------------- | ----- | --------------------- | ------ | ----- | ----- |
|                                              | Giuseppe Tarantini ✔️ Sindaco | 21.097                      | 60,18 | Forza Italia          | 6.938  | 20,52 | 9     |
| Alleanza Nazionale                           | Giuseppe Tarantini ✔️ Sindaco | 21.097                      | 60,18 | 4.871                 | 14,41  | 7     |       |
| Unione dei Democratici Cristiani e di Centro | Giuseppe Tarantini ✔️ Sindaco | 21.097                      | 60,18 | 3.680                 | 10,89  | 5     |       |
| Partito Repubblicano Italiano                | Giuseppe Tarantini ✔️ Sindaco | 21.097                      | 60,18 | 1.601                 | 4,74   | 2     |       |
| Solo per Trani                               | Giuseppe Tarantini ✔️ Sindaco | 21.097                      | 60,18 | 1.485                 | 4,39   | 2     |       |
| Forza Trani                                  | Giuseppe Tarantini ✔️ Sindaco | 21.097                      | 60,18 | 865                   | 2,56   | 1     |       |
| Liberal                                      | Giuseppe Tarantini ✔️ Sindaco | 21.097                      | 60,18 | 823                   | 2,43   | 1     |       |
| Democrazia Cristiana per le Autonomie        | Giuseppe Tarantini ✔️ Sindaco | 21.097                      | 60,18 | 601                   | 1,78   | -     |       |
| Movimento per l'Autonomia                    | Giuseppe Tarantini ✔️ Sindaco | 21.097                      | 60,18 | 593                   | 1,75   | -     |       |
| Movimento Sviluppo Trani                     | Giuseppe Tarantini ✔️ Sindaco | 21.097                      | 60,18 | 395                   | 1,17   | -     |       |
|                                              | Ruggero Carcano               | 7.689                       | 21,93 | Socialisti Uniti      | 2.451  | 7,25  | 3     |
| Democratici di Sinistra                      | Ruggero Carcano               | 7.689                       | 21,93 | 1.881                 | 5,56   | 2     |       |
| La Margherita                                | Ruggero Carcano               | 7.689                       | 21,93 | 1.713                 | 5,07   | 2     |       |
| Primavera in Movimento                       | Ruggero Carcano               | 7.689                       | 21,93 | 747                   | 2,21   | -     |       |
| Seggio al candidato sindaco                  | Seggio al candidato sindaco   | Seggio al candidato sindaco | 21,93 | 1                     |        |       |       |
|                                              | Michele Di Gregorio           | 3.289                       | 9,38  | Federazione dei Verdi | 1.258  | 3,72  | 1     |
| Italia dei Valori                            | Michele Di Gregorio           | 3.289                       | 9,38  | 750                   | 2,22   | 1     |       |
| Partito della Rifondazione Comunista         | Michele Di Gregorio           | 3.289                       | 9,38  | 497                   | 1,47   | -     |       |
| Partito dei Comunisti Italiani               | Michele Di Gregorio           | 3.289                       | 9,38  | 204                   | 0,60   | -     |       |
| Seggio al candidato sindaco                  | Seggio al candidato sindaco   | Seggio al candidato sindaco | 9,38  | 1                     |        |       |       |
|                                              | Leonardo Marinaro             | 1.631                       | 4,65  | Prima di Tutto Trani  | 1.201  | 3,55  | 1     |
|                                              | Domenico Triminì              | 1.351                       | 3,85  | Democrazia Cristiana  | 1.251  | 3,70  | 1     |
| Totale                                       | Totale                        | 35.057                      |       |                       | 33.805 |       | 40    |

### Basilicata

#### Matera
| Candidati                                    | Candidati                                    | Voti                        | %     | Liste                                                    | Voti   | %     | Seggi |
| -------------------------------------------- | -------------------------------------------- | --------------------------- | ----- | -------------------------------------------------------- | ------ | ----- | ----- |
|                                              | Franco Dell'Acqua Accede al ballottaggio     | 14.916                      | 38,03 | L'Ulivo                                                  | 10.977 | 28,78 | 10    |
| Popolari UDEUR                               | Franco Dell'Acqua Accede al ballottaggio     | 14.916                      | 38,03 | 3.074                                                    | 8,06   | 3     |       |
| Federazione dei Verdi                        | Franco Dell'Acqua Accede al ballottaggio     | 14.916                      | 38,03 | 1.651                                                    | 4,33   | 1     |       |
| Socialisti Democratici Italiani              | Franco Dell'Acqua Accede al ballottaggio     | 14.916                      | 38,03 | 1.361                                                    | 3,57   | 1     |       |
| La Sinistra per Matera                       | Franco Dell'Acqua Accede al ballottaggio     | 14.916                      | 38,03 | 943                                                      | 2,47   | -     |       |
| Partito dei Comunisti Italiani               | Franco Dell'Acqua Accede al ballottaggio     | 14.916                      | 38,03 | 458                                                      | 1,20   | -     |       |
| Seggio al candidato sindaco                  | Seggio al candidato sindaco                  | Seggio al candidato sindaco | 38,03 | 1                                                        |        |       |       |
|                                              | Emilio Nicola Buccico Accede al ballottaggio | 11.208                      | 28,57 | Alleanza Nazionale                                       | 5.191  | 13,61 | 8     |
| Forza Italia                                 | Emilio Nicola Buccico Accede al ballottaggio | 11.208                      | 28,57 | 2.494                                                    | 6,54   | 4     |       |
| Unione dei Democratici Cristiani e di Centro | Emilio Nicola Buccico Accede al ballottaggio | 11.208                      | 28,57 | 1.816                                                    | 4,76   | 2     |       |
| Democrazia Cristiana per le Autonomie        | Emilio Nicola Buccico Accede al ballottaggio | 11.208                      | 28,57 | 284                                                      | 0,74   | -     |       |
| Fiamma Tricolore                             | Emilio Nicola Buccico Accede al ballottaggio | 11.208                      | 28,57 | 101                                                      | 0,26   | -     |       |
|                                              | Francesco Saverio Acito                      | 10.471                      | 26,70 | Città Domani (A)                                         | 2.320  | 6,08  | 3     |
| Uniti per Matera (B)                         | Francesco Saverio Acito                      | 10.471                      | 26,70 | 1.280                                                    | 3,36   | 2     |       |
| Mo.Ma (C)                                    | Francesco Saverio Acito                      | 10.471                      | 26,70 | 1.227                                                    | 3,22   | 2     |       |
| Matera Viva (D)                              | Francesco Saverio Acito                      | 10.471                      | 26,70 | 1.161                                                    | 3,04   | 1     |       |
| Matera che Cambia (E)                        | Francesco Saverio Acito                      | 10.471                      | 26,70 | 1.029                                                    | 2,70   | 1     |       |
| Laboratorio per la Città (F)                 | Francesco Saverio Acito                      | 10.471                      | 26,70 | 614                                                      | 1,61   | -     |       |
| Partito Repubblicano Italiano (G)            | Francesco Saverio Acito                      | 10.471                      | 26,70 | 395                                                      | 1,04   | -     |       |
| Seggio al candidato sindaco                  | Seggio al candidato sindaco                  | Seggio al candidato sindaco | 26,70 | 1                                                        |        |       |       |
|                                              | Raffaele Giura Longo                         | 1.393                       | 3,55  | Partito della Rifondazione Comunista - Comunità Materana | 966    | 2,53  | -     |
|                                              | Salvatore Tito Di Maggio                     | 1.236                       | 3,15  | Italia dei Valori - Matera Merita di Più                 | 794    | 2,08  | -     |
| Totale                                       | Totale                                       | 39.224                      |       |                                                          | 38.136 |       | 40    |

- Le liste contrassegnate con le lettere A, B, C, D, E, F e G sono apparentate al secondo turno con il candidato sindaco Emilio Nicola Buccico.

Ballottaggio
| Candidati | Candidati                        | Voti   | %      |
| --------- | -------------------------------- | ------ | ------ |
|           | Emilio Nicola Buccico ✔️ Sindaco | 19.917 | 57,78  |
|           | Franco Dell'Acqua                | 14.554 | 42,22  |
| Totale    | Totale                           | 34.471 | 100,00 |

### Calabria

#### Reggio Calabria
| Candidati                                         | Candidati                      | Voti                        | %     | Liste                            | Voti    | %     | Seggi |
| ------------------------------------------------- | ------------------------------ | --------------------------- | ----- | -------------------------------- | ------- | ----- | ----- |
|                                                   | Giuseppe Scopelliti ✔️ Sindaco | 83.418                      | 70,03 | Alleanza Nazionale               | 20.140  | 17,14 | 9     |
| Forza Italia                                      | Giuseppe Scopelliti ✔️ Sindaco | 83.418                      | 70,03 | 13.452                           | 11,45   | 5     |       |
| Alleanza per Scopelliti                           | Giuseppe Scopelliti ✔️ Sindaco | 83.418                      | 70,03 | 7.341                            | 6,25    | 3     |       |
| Reggio Futura                                     | Giuseppe Scopelliti ✔️ Sindaco | 83.418                      | 70,03 | 7.111                            | 6,05    | 3     |       |
| Area dello Stretto                                | Giuseppe Scopelliti ✔️ Sindaco | 83.418                      | 70,03 | 4.957                            | 4,22    | 2     |       |
| Partito Repubblicano Italiano                     | Giuseppe Scopelliti ✔️ Sindaco | 83.418                      | 70,03 | 4.491                            | 3,82    | 2     |       |
| Italiani nel Mondo - Centro Democratico Cristiano | Giuseppe Scopelliti ✔️ Sindaco | 83.418                      | 70,03 | 3.854                            | 3,28    | 1     |       |
| Unione dei Democratici Cristiani e di Centro      | Giuseppe Scopelliti ✔️ Sindaco | 83.418                      | 70,03 | 3.799                            | 3,23    | 1     |       |
| Io Non Ci Sto                                     | Giuseppe Scopelliti ✔️ Sindaco | 83.418                      | 70,03 | 3.456                            | 2,94    | 1     |       |
| Democrazia Cristiana per le Autonomie             | Giuseppe Scopelliti ✔️ Sindaco | 83.418                      | 70,03 | 3.001                            | 2,55    | 1     |       |
| Patto per Scopelliti Sindaco                      | Giuseppe Scopelliti ✔️ Sindaco | 83.418                      | 70,03 | 2.318                            | 1,97    | 1     |       |
| Nuovo PSI                                         | Giuseppe Scopelliti ✔️ Sindaco | 83.418                      | 70,03 | 2.252                            | 1,92    | -     |       |
| Italia di Mezzo                                   | Giuseppe Scopelliti ✔️ Sindaco | 83.418                      | 70,03 | 1.960                            | 1,67    | -     |       |
| Cattolici Liberali                                | Giuseppe Scopelliti ✔️ Sindaco | 83.418                      | 70,03 | 1.667                            | 1,42    | -     |       |
| Centro (DC - Rifondazione DC - Consumatori)       | Giuseppe Scopelliti ✔️ Sindaco | 83.418                      | 70,03 | 1.452                            | 1,24    | -     |       |
| Alleanza Cristiana Popolare                       | Giuseppe Scopelliti ✔️ Sindaco | 83.418                      | 70,03 | 1.317                            | 1,12    | -     |       |
| Movimento per l'Autonomia                         | Giuseppe Scopelliti ✔️ Sindaco | 83.418                      | 70,03 | 551                              | 0,47    | -     |       |
| Partito Democratico Cristiano                     | Giuseppe Scopelliti ✔️ Sindaco | 83.418                      | 70,03 | 311                              | 0,26    | -     |       |
| Fiamma Tricolore                                  | Giuseppe Scopelliti ✔️ Sindaco | 83.418                      | 70,03 | 296                              | 0,25    | -     |       |
| Alleanza Calabrese                                | Giuseppe Scopelliti ✔️ Sindaco | 83.418                      | 70,03 | 290                              | 0,25    | -     |       |
| Cattolici Liberali Cristiani                      | Giuseppe Scopelliti ✔️ Sindaco | 83.418                      | 70,03 | 263                              | 0,22    | -     |       |
|                                                   | Eduardo Lamberti Castronuovo   | 30.846                      | 25,90 | Democratici di Sinistra          | 7.137   | 6,07  | 3     |
| La Margherita                                     | Eduardo Lamberti Castronuovo   | 30.846                      | 25,90 | 5.606                            | 4,77    | 2     |       |
| Partito Democratico Meridionale                   | Eduardo Lamberti Castronuovo   | 30.846                      | 25,90 | 3.659                            | 3,11    | 1     |       |
| Partito della Rifondazione Comunista              | Eduardo Lamberti Castronuovo   | 30.846                      | 25,90 | 3.288                            | 2,80    | 1     |       |
| Popolari UDEUR                                    | Eduardo Lamberti Castronuovo   | 30.846                      | 25,90 | 2.951                            | 2,51    | 1     |       |
| Partito dei Comunisti Italiani                    | Eduardo Lamberti Castronuovo   | 30.846                      | 25,90 | 2.708                            | 2,30    | 1     |       |
| L'Unione per Lamberti Sindaco                     | Eduardo Lamberti Castronuovo   | 30.846                      | 25,90 | 2.429                            | 2,07    | 1     |       |
| Socialisti e Laici (SDI - SI - MRE)               | Eduardo Lamberti Castronuovo   | 30.846                      | 25,90 | 1.977                            | 1,68    | -     |       |
| Cittadini Insieme                                 | Eduardo Lamberti Castronuovo   | 30.846                      | 25,90 | 1.031                            | 0,88    | -     |       |
| Unione per Reggio                                 | Eduardo Lamberti Castronuovo   | 30.846                      | 25,90 | 730                              | 0,62    | -     |       |
| Donne in Rete                                     | Eduardo Lamberti Castronuovo   | 30.846                      | 25,90 | 282                              | 0,24    | -     |       |
| Federazione dei Verdi                             | Eduardo Lamberti Castronuovo   | 30.846                      | 25,90 | 162                              | 0,14    | -     |       |
| Seggio al candidato sindaco                       | Seggio al candidato sindaco    | Seggio al candidato sindaco | 25,90 | 1                                |         |       |       |
|                                                   | Giuseppe Caridi                | 2.608                       | 2,19  | Terza Via (PSDI - Lista civica)  | 636     | 0,54  | -     |
|                                                   | Giuseppe Antonino Siclari      | 1.402                       | 1,18  | Partito Comunista dei Lavoratori | 301     | 0,26  | -     |
|                                                   | Francesco Gangemi              | 844                         | 0,71  | Destra Nazionale                 | 310     | 0,26  | -     |
| Totale                                            | Totale                         | 119.118                     |       |                                  | 117.486 |       | 40    |

### Sicilia

#### Agrigento
| Candidati                                    | Candidati                                 | Voti   | %     | Liste                                     | Voti   | %     | Seggi |
| -------------------------------------------- | ----------------------------------------- | ------ | ----- | ----------------------------------------- | ------ | ----- | ----- |
|                                              | Vincenzo Camilleri Accede al ballottaggio | 16.136 | 43,97 | Forza Italia                              | 6.324  | 17,61 | 6     |
| Unione dei Democratici Cristiani e di Centro | Vincenzo Camilleri Accede al ballottaggio | 16.136 | 43,97 | 5.000                                     | 13,92  | 5     |       |
| Movimento per l'Autonomia                    | Vincenzo Camilleri Accede al ballottaggio | 16.136 | 43,97 | 4.051                                     | 11,28  | 4     |       |
| Alleanza Nazionale                           | Vincenzo Camilleri Accede al ballottaggio | 16.136 | 43,97 | 3.496                                     | 9,73   | 3     |       |
| Ama Agrigento                                | Vincenzo Camilleri Accede al ballottaggio | 16.136 | 43,97 | 1.934                                     | 5,39   | 1     |       |
| Partito Repubblicano Italiano                | Vincenzo Camilleri Accede al ballottaggio | 16.136 | 43,97 | 1.833                                     | 5,10   | 1     |       |
| Democrazia Cristiana                         | Vincenzo Camilleri Accede al ballottaggio | 16.136 | 43,97 | 1.303                                     | 3,63   | 1     |       |
| Nuovo PSI                                    | Vincenzo Camilleri Accede al ballottaggio | 16.136 | 43,97 | 1.186                                     | 3,30   | 1     |       |
| Italiani nel Mondo                           | Vincenzo Camilleri Accede al ballottaggio | 16.136 | 43,97 | 248                                       | 0,69   | -     |       |
|                                              | Marco Zambuto Accede al ballottaggio      | 12.957 | 35,31 | Democratici e Riformisti                  | 1.924  | 5,36  | 2     |
| Lista civica Marco Zambuto Sindaco           | Marco Zambuto Accede al ballottaggio      | 12.957 | 35,31 | 1.738                                     | 4,84   | 2     |       |
| Popolari UDEUR                               | Marco Zambuto Accede al ballottaggio      | 12.957 | 35,31 | 1.509                                     | 4,20   | 2     |       |
| Agrigento Biancazzurra                       | Marco Zambuto Accede al ballottaggio      | 12.957 | 35,31 | 684                                       | 1,90   | -     |       |
| Movimento Nuova Agrigento                    | Marco Zambuto Accede al ballottaggio      | 12.957 | 35,31 | 394                                       | 1,10   | -     |       |
|                                              | Calogero Miccichè                         | 3.976  | 10,84 | Federazione dei Verdi - Italia dei Valori | 887    | 2,47  | -     |
|                                              | Nicolò Hamel                              | 2.049  | 5,58  | La Margherita                             | 1.454  | 4,05  | 1     |
| Città Futura                                 | Nicolò Hamel                              | 2.049  | 5,58  | 989                                       | 2,75   | 1     |       |
|                                              | Antonio Calamita                          | 877    | 2,39  | Nuovi Orizzonti (A)                       | 589    | 1,64  | -     |
|                                              | Rosalda Passarello                        | 699    | 1,90  | Uniti per Agrigento                       | 370    | 1,03  | -     |
| Totale                                       | Totale                                    | 35.913 |       |                                           | 36.694 |       | 30    |

- La lista contrassegnata con la lettera A è apparentata al secondo turno con il candidato sindaco Marco Zambuto.

Ballottaggio
| Candidati | Candidati                | Voti   | %     |
| --------- | ------------------------ | ------ | ----- |
|           | Marco Zambuto ✔️ Sindaco | 19.134 | 62,91 |
|           | Vincenzo Camilleri       | 11.281 | 37,09 |
| Totale    |                          |        |       |

Fonti: Regione Siciliana, primo turno - ballottaggio e seggi

#### Palermo
| Candidati                                             | Candidati                  | Voti    | %     | Liste                   | Voti    | %     | Seggi |
| ----------------------------------------------------- | -------------------------- | ------- | ----- | ----------------------- | ------- | ----- | ----- |
|                                                       | Diego Cammarata ✔️ Sindaco | 201.673 | 53,49 | Forza Italia            | 66.579  | 18,81 | 11    |
| Unione dei Democratici Cristiani e di Centro          | Diego Cammarata ✔️ Sindaco | 201.673 | 53,49 | 42.554                  | 12,02   | 7     |       |
| Alleanza Nazionale                                    | Diego Cammarata ✔️ Sindaco | 201.673 | 53,49 | 22.476                  | 6,35    | 3     |       |
| Azzurri per Palermo                                   | Diego Cammarata ✔️ Sindaco | 201.673 | 53,49 | 16.230                  | 4,58    | 2     |       |
| Movimento per l'Autonomia                             | Diego Cammarata ✔️ Sindaco | 201.673 | 53,49 | 13.592                  | 3,84    | 2     |       |
| Vizzini per Palermo                                   | Diego Cammarata ✔️ Sindaco | 201.673 | 53,49 | 12.257                  | 3,46    | 2     |       |
| Autonomia e Libertà (PLI - MDS)                       | Diego Cammarata ✔️ Sindaco | 201.673 | 53,49 | 11.571                  | 3,27    | 1     |       |
| Donne e Giovani di Centro                             | Diego Cammarata ✔️ Sindaco | 201.673 | 53,49 | 10.745                  | 3,04    | 1     |       |
| Palermo per l'Autonomia                               | Diego Cammarata ✔️ Sindaco | 201.673 | 53,49 | 8.106                   | 2,29    | 1     |       |
| Nuova Sicilia - Democrazia Cristiana per le Autonomie | Diego Cammarata ✔️ Sindaco | 201.673 | 53,49 | 6.046                   | 1,71    | 1     |       |
| Democrazia Cristiana                                  | Diego Cammarata ✔️ Sindaco | 201.673 | 53,49 | 4.640                   | 1,31    | -     |       |
| Italiani nel Mondo                                    | Diego Cammarata ✔️ Sindaco | 201.673 | 53,49 | 1.834                   | 0,50    | -     |       |
|                                                       | Leoluca Orlando            | 170.542 | 45,24 | Democratici di Sinistra | 33.439  | 9,44  | 6     |
| Sindaco Orlando                                       | Leoluca Orlando            | 170.542 | 45,24 | 30.810                  | 8,70    | 5     |       |
| La Margherita                                         | Leoluca Orlando            | 170.542 | 45,24 | 23.297                  | 6,58    | 4     |       |
| Partito della Rifondazione Comunista                  | Leoluca Orlando            | 170.542 | 45,24 | 9.487                   | 2,68    | 1     |       |
| Italia dei Valori                                     | Leoluca Orlando            | 170.542 | 45,24 | 9.358                   | 2,64    | 1     |       |
| Federazione dei Verdi                                 | Leoluca Orlando            | 170.542 | 45,24 | 7.098                   | 2,01    | 1     |       |
| Popolari UDEUR                                        | Leoluca Orlando            | 170.542 | 45,24 | 5.577                   | 1,58    | 1     |       |
| Grande Palermo                                        | Leoluca Orlando            | 170.542 | 45,24 | 5.433                   | 1,53    | -     |       |
| Laici Socialisti Riformisti                           | Leoluca Orlando            | 170.542 | 45,24 | 3.176                   | 0,90    | -     |       |
| Palermo Libera per Orlando Sindaco                    | Leoluca Orlando            | 170.542 | 45,24 | 2.492                   | 0,70    | -     |       |
| Partito dei Comunisti Italiani                        | Leoluca Orlando            | 170.542 | 45,24 | 2.375                   | 0,67    | -     |       |
| Sicilia Democratica - Fronte Nazionale Siciliano      | Leoluca Orlando            | 170.542 | 45,24 | 679                     | 0,19    | -     |       |
| Sicilia Federale                                      | Leoluca Orlando            | 170.542 | 45,24 | 475                     | 0,13    | -     |       |
| Sinistra Socialista - Nuova Italia Unita              | Leoluca Orlando            | 170.542 | 45,24 | 272                     | 0,08    | -     |       |
|                                                       | Andrea Piraino             | 3.124   | 0,72  | Italia di Mezzo         | 2.553   | 0,72  | -     |
|                                                       | Massimo Costa              | 1.116   | 0,15  | L'Altra Sicilia         | 537     | 0,15  | -     |
|                                                       | Giovanni Battista Zampardi | 562     | 0,15  | Forza Nuova             | 361     | 0,10  | -     |
| Totale                                                | Totale                     | 407.725 |       |                         | 377.017 |       | 50    |

Fonti: Regione Siciliana

#### Trapani
| Candidati                                    | Candidati                 | Voti   | %     | Liste                           | Voti   | %     | Seggi |
| -------------------------------------------- | ------------------------- | ------ | ----- | ------------------------------- | ------ | ----- | ----- |
|                                              | Girolamo Fazio ✔️ Sindaco | 26.569 | 64,72 | Forza Italia                    | 6.558  | 16,53 | 6     |
| Unione dei Democratici Cristiani e di Centro | Girolamo Fazio ✔️ Sindaco | 26.569 | 64,72 | 6.296                           | 15,87  | 5     |       |
| Lista Fazio                                  | Girolamo Fazio ✔️ Sindaco | 26.569 | 64,72 | 3.967                           | 10,00  | 3     |       |
| Movimento per l'Autonomia                    | Girolamo Fazio ✔️ Sindaco | 26.569 | 64,72 | 3.415                           | 8,61   | 3     |       |
| Alleanza Nazionale                           | Girolamo Fazio ✔️ Sindaco | 26.569 | 64,72 | 2.040                           | 5,14   | 1     |       |
| Democrazia per le Autonomie                  | Girolamo Fazio ✔️ Sindaco | 26.569 | 64,72 | 1.135                           | 2,86   | 1     |       |
|                                              | Mario Buscaino            | 9.115  | 22,20 | La Margherita                   | 3.186  | 8,03  | 3     |
| Socialisti Democratici Italiani - Nuovo PSI  | Mario Buscaino            | 9.115  | 22,20 | 2.095                           | 5,28   | 2     |       |
| Democratici di Sinistra                      | Mario Buscaino            | 9.115  | 22,20 | 1.998                           | 5,04   | 1     |       |
| Buscaino Sindaco                             | Mario Buscaino            | 9.115  | 22,20 | 1.252                           | 3,16   | 1     |       |
| Trapani Nuova                                | Mario Buscaino            | 9.115  | 22,20 | 1.177                           | 2,97   | 1     |       |
| Trapani è Giovane                            | Mario Buscaino            | 9.115  | 22,20 | 552                             | 1,39   | -     |       |
|                                              | Vito Mannina              | 2.253  | 5,49  | I Moderati - Italiani nel Mondo | 2.517  | 6,34  | 2     |
|                                              | Giuseppe Ortisi           | 1.075  | 2,62  | Uniti per Trapani               | 714    | 1,80  | -     |
| A Sinistra                                   | Giuseppe Ortisi           | 1.075  | 2,62  | 512                             | 1,29   |       |       |
|                                              | Giuseppe Vultaggio        | 956    | 2,33  | Democrazia Cristiana            | 1.380  | 3,48  | 1     |
|                                              | Carlo Foderà              | 887    | 2,16  | Autonomia e Sviluppo            | 729    | 1,84  | -     |
|                                              | Natale Salvo              | 200    | 0,49  | Partito Umanista                | 149    | 0,38  | -     |
| Totale                                       | Totale                    | 39.672 |       |                                 | 41.055 |       | 30    |

Fonti: Regione Siciliana, candidati e liste - seggi

### Sardegna

#### Olbia
| Candidati                                    | Candidati                     | Voti                        | %     | Liste         | Voti   | %     | Seggi |
| -------------------------------------------- | ----------------------------- | --------------------------- | ----- | ------------- | ------ | ----- | ----- |
|                                              | Gianni Giovannelli ✔️ Sindaco | 21.067                      | 66,91 | Forza Italia  | 9.700  | 31,82 | 15    |
| Alleanza Nazionale                           | Gianni Giovannelli ✔️ Sindaco | 21.067                      | 66,91 | 3.497         | 11,47  | 5     |       |
| Unione dei Democratici Cristiani e di Centro | Gianni Giovannelli ✔️ Sindaco | 21.067                      | 66,91 | 2.563         | 8,41   | 3     |       |
| Movimento per l'Autonomia                    | Gianni Giovannelli ✔️ Sindaco | 21.067                      | 66,91 | 1.249         | 4,10   | 1     |       |
| Riformatori Sardi                            | Gianni Giovannelli ✔️ Sindaco | 21.067                      | 66,91 | 1.183         | 3,88   | 1     |       |
| Nuovo PSI                                    | Gianni Giovannelli ✔️ Sindaco | 21.067                      | 66,91 | 1.004         | 3,29   | 1     |       |
| Democrazia Cristiana per le Autonomie        | Gianni Giovannelli ✔️ Sindaco | 21.067                      | 66,91 | 706           | 2,32   | 1     |       |
| Un'Isola Viva                                | Gianni Giovannelli ✔️ Sindaco | 21.067                      | 66,91 | 386           | 1,27   | -     |       |
| Partito Pensionati                           | Gianni Giovannelli ✔️ Sindaco | 21.067                      | 66,91 | 11            | 0,04   | -     |       |
|                                              | Nardino Degortes              | 9.738                       | 30,93 | La Margherita | 3.066  | 10,06 | 4     |
| Popolari UDEUR                               | Nardino Degortes              | 9.738                       | 30,93 | 1.883         | 6,18   | 3     |       |
| Democratici Uniti per Olbia                  | Nardino Degortes              | 9.738                       | 30,93 | 1.760         | 5,77   | 2     |       |
| Democratici di Sinistra                      | Nardino Degortes              | 9.738                       | 30,93 | 1.699         | 5,57   | 2     |       |
| Partito Sardo d'Azione                       | Nardino Degortes              | 9.738                       | 30,93 | 672           | 2,20   | 1     |       |
| Partito della Rifondazione Comunista         | Nardino Degortes              | 9.738                       | 30,93 | 393           | 1,29   | -     |       |
| Italia dei Valori                            | Nardino Degortes              | 9.738                       | 30,93 | 117           | 0,38   | -     |       |
| Seggio al candidato sindaco                  | Seggio al candidato sindaco   | Seggio al candidato sindaco | 30,93 | 1             |        |       |       |
|                                              | Silverio Cattrocci            | 679                         | 2,16  | Olbia Domani  | 591    | 1,94  | -     |
| Totale                                       | Totale                        | 31.484                      |       |               | 30.480 |       | 40    |

#### Oristano
| Candidati                                        | Candidati                                    | Voti                        | %     | Liste                  | Voti   | %     | Seggi |
| ------------------------------------------------ | -------------------------------------------- | --------------------------- | ----- | ---------------------- | ------ | ----- | ----- |
|                                                  | Angela Eugenia Nonnis Accede al ballottaggio | 7.900                       | 37,41 | Forza Italia           | 1.952  | 9,69  | 6     |
| Unione Democratica Sarda                         | Angela Eugenia Nonnis Accede al ballottaggio | 7.900                       | 37,41 | 1.901                  | 9,44   | 6     |       |
| Riformatori Sardi                                | Angela Eugenia Nonnis Accede al ballottaggio | 7.900                       | 37,41 | 1.627                  | 8,08   | 5     |       |
| Alleanza Nazionale                               | Angela Eugenia Nonnis Accede al ballottaggio | 7.900                       | 37,41 | 1.389                  | 6,90   | 4     |       |
| Oristano Città Nuova                             | Angela Eugenia Nonnis Accede al ballottaggio | 7.900                       | 37,41 | 824                    | 4,09   | 2     |       |
| Democrazia Cristiana                             | Angela Eugenia Nonnis Accede al ballottaggio | 7.900                       | 37,41 | 581                    | 2,89   | 1     |       |
|                                                  | Sergio Mariano Marchi Accede al ballottaggio | 6.447                       | 30,53 | La Margherita          | 1.999  | 9,93  | 3     |
| Democratici di Sinistra                          | Sergio Mariano Marchi Accede al ballottaggio | 6.447                       | 30,53 | 1.595                  | 7,92   | 2     |       |
| Progetto Sardegna                                | Sergio Mariano Marchi Accede al ballottaggio | 6.447                       | 30,53 | 712                    | 3,54   | 1     |       |
| Popolari UDEUR                                   | Sergio Mariano Marchi Accede al ballottaggio | 6.447                       | 30,53 | 679                    | 3,37   | 1     |       |
| Socialisti Democratici Italiani                  | Sergio Mariano Marchi Accede al ballottaggio | 6.447                       | 30,53 | 580                    | 2,88   | 1     |       |
| Partito della Rifondazione Comunista             | Sergio Mariano Marchi Accede al ballottaggio | 6.447                       | 30,53 | 300                    | 1,49   | -     |       |
| Italia dei Valori                                | Sergio Mariano Marchi Accede al ballottaggio | 6.447                       | 30,53 | 165                    | 0,82   | -     |       |
| Verdi - Partito dei Comunisti Italiani           | Sergio Mariano Marchi Accede al ballottaggio | 6.447                       | 30,53 | 37                     | 0,18   | -     |       |
| Seggio al candidato sindaco                      | Seggio al candidato sindaco                  | Seggio al candidato sindaco | 30,53 | 1                      |        |       |       |
|                                                  | Mauro Solinas                                | 5.768                       | 27,31 | Fortza Paris (A)       | 2.096  | 10,41 | 3     |
| Unione dei Democratici Cristiani e di Centro (B) | Mauro Solinas                                | 5.768                       | 27,31 | 2.091                  | 10,38  | 3     |       |
| Cittadini per Oristano (C)                       | Mauro Solinas                                | 5.768                       | 27,31 | 646                    | 3,21   | -     |       |
| Movimento per l'Autonomia (D)                    | Mauro Solinas                                | 5.768                       | 27,31 | 398                    | 1,98   | -     |       |
| Seggio al candidato sindaco                      | Seggio al candidato sindaco                  | Seggio al candidato sindaco | 27,31 | 1                      |        |       |       |
|                                                  | Carlo Mario Giulio Pettinau                  | 1.002                       | 4,74  | Partito Sardo d'Azione | 231    | 1,15  | -     |
| Oristano Insieme                                 | Carlo Mario Giulio Pettinau                  | 1.002                       | 4,74  | 200                    | 0,99   | -     |       |
| Sardigna Natzione                                | Carlo Mario Giulio Pettinau                  | 1.002                       | 4,74  | 132                    | 0,66   | -     |       |
| Totale                                           | Totale                                       | 21.117                      |       |                        | 20.135 |       | 40    |

- Le liste contrassegnate con le lettere A, B, C e D sono apparentate al secondo turno con il candidato sindaco Sergio Mariano Marchi.

Ballottaggio
| Candidati | Candidati                        | Voti   | %      |
| --------- | -------------------------------- | ------ | ------ |
|           | Angela Eugenia Nonnis ✔️ Sindaco | 10.574 | 58,21  |
|           | Sergio Mariano Marchi            | 7.592  | 41,79  |
| Totale    | Totale                           | 18.166 | 100,00 |

## Elezioni provinciali

### Piemonte

#### Provincia di Vercelli
| Candidati                                    | Candidati                      | Voti                           | %     | Liste                | Voti   | %     | Seggi |
| -------------------------------------------- | ------------------------------ | ------------------------------ | ----- | -------------------- | ------ | ----- | ----- |
|                                              | Renzo Masoero ✔️ Presidente    | 61.281                         | 66,73 | Forza Italia         | 24.392 | 29,92 | 9     |
| Lega Nord - Buonanno                         | Renzo Masoero ✔️ Presidente    | 61.281                         | 66,73 | 15.140               | 18,57  | 5     |       |
| Alleanza Nazionale                           | Renzo Masoero ✔️ Presidente    | 61.281                         | 66,73 | 10.205               | 12,52  | 4     |       |
| Unione dei Democratici Cristiani e di Centro | Renzo Masoero ✔️ Presidente    | 61.281                         | 66,73 | 2.536                | 3,11   | -     |       |
| Nuovo PSI                                    | Renzo Masoero ✔️ Presidente    | 61.281                         | 66,73 | 1.268                | 1,56   | -     |       |
| Partito Pensionati                           | Renzo Masoero ✔️ Presidente    | 61.281                         | 66,73 | 1.128                | 1,38   | -     |       |
| Fiamma Tricolore                             | Renzo Masoero ✔️ Presidente    | 61.281                         | 66,73 | 782                  | 0,96   | -     |       |
| Con Masoero per la Valsesia                  | Renzo Masoero ✔️ Presidente    | 61.281                         | 66,73 | 372                  | 0,46   | -     |       |
| Lista Consumatori                            | Renzo Masoero ✔️ Presidente    | 61.281                         | 66,73 | 241                  | 0,30   | -     |       |
| Democrazia Cristiana per le Autonomie        | Renzo Masoero ✔️ Presidente    | 61.281                         | 66,73 | 226                  | 0,28   | -     |       |
|                                              | Francesco Carcò                | 26.089                         | 28,41 | L'Ulivo              | 13.322 | 16,34 | 4     |
| Partito della Rifondazione Comunista         | Francesco Carcò                | 26.089                         | 28,41 | 4.836                | 5,93   | 1     |       |
| Verdi - Partito dei Comunisti Italiani       | Francesco Carcò                | 26.089                         | 28,41 | 1.103                | 1,35   | -     |       |
| Italia dei Valori                            | Francesco Carcò                | 26.089                         | 28,41 | 1.065                | 1,31   | -     |       |
| Socialisti Democratici Italiani - Radicali   | Francesco Carcò                | 26.089                         | 28,41 | 961                  | 1,18   | -     |       |
| Seggio al candidato presidente               | Seggio al candidato presidente | Seggio al candidato presidente | 28,41 | 1                    |        |       |       |
|                                              | Gian Mario Ferraris            | 2.063                          | 2,25  | Ippodromo e Lavoro   | 1.874  | 2,30  | -     |
|                                              | Angelo Bresciani               | 1.508                          | 1,64  | Democrazia Cristiana | 1.355  | 1,66  | -     |
|                                              | Teonesto Franchini             | 486                            | 0,53  | Popolari UDEUR       | 398    | 0,49  | -     |
|                                              | Renzo De Bianchi               | 403                            | 0,44  | Vieni al Centro      | 332    | 0,41  | -     |
| Totale                                       | Totale                         | 91.830                         |       |                      | 81.536 |       | 24    |

### Lombardia

#### Provincia di Como
| Candidati                                    | Candidati                      | Voti                           | %     | Liste                            | Voti    | %     | Seggi |
| -------------------------------------------- | ------------------------------ | ------------------------------ | ----- | -------------------------------- | ------- | ----- | ----- |
|                                              | Leonardo Carioni ✔️ Presidente | 179.211                        | 67,87 | Forza Italia                     | 80.518  | 32,84 | 12    |
| Lega Nord                                    | Leonardo Carioni ✔️ Presidente | 179.211                        | 67,87 | 46.850                           | 19,11   | 6     |       |
| Alleanza Nazionale                           | Leonardo Carioni ✔️ Presidente | 179.211                        | 67,87 | 23.940                           | 9,76    | 3     |       |
| Unione dei Democratici Cristiani e di Centro | Leonardo Carioni ✔️ Presidente | 179.211                        | 67,87 | 12.021                           | 4,90    | 1     |       |
| Partito Pensionati                           | Leonardo Carioni ✔️ Presidente | 179.211                        | 67,87 | 3.140                            | 1,28    | -     |       |
| Basta Tasse                                  | Leonardo Carioni ✔️ Presidente | 179.211                        | 67,87 | 2.307                            | 0,94    | -     |       |
| Movimento per l'Autonomia                    | Leonardo Carioni ✔️ Presidente | 179.211                        | 67,87 | 719                              | 0,29    | -     |       |
|                                              | Mauro Guerra                   | 74.896                         | 28,36 | L'Ulivo                          | 38.581  | 15,73 | 5     |
| Con Mauro Guerra                             | Mauro Guerra                   | 74.896                         | 28,36 | 7.858                            | 3,20    | 1     |       |
| Partito della Rifondazione Comunista         | Mauro Guerra                   | 74.896                         | 28,36 | 7.495                            | 3,06    | 1     |       |
| Italia dei Valori                            | Mauro Guerra                   | 74.896                         | 28,36 | 5.641                            | 2,30    | -     |       |
| Federazione dei Verdi                        | Mauro Guerra                   | 74.896                         | 28,36 | 3.980                            | 1,62    | -     |       |
| Partito dei Comunisti Italiani               | Mauro Guerra                   | 74.896                         | 28,36 | 3.543                            | 1,44    | -     |       |
| Seggio al candidato presidente               | Seggio al candidato presidente | Seggio al candidato presidente | 28,36 | 1                                |         |       |       |
|                                              | Daniele Galimberti             | 4.159                          | 1,58  | Polo Civico di Centro            | 3.589   | 1,46  | -     |
|                                              | Silvano Bussetti               | 3.777                          | 1,43  | Fiamma Tricolore                 | 3.366   | 1,37  | -     |
|                                              | Paolo Lazzati                  | 2.011                          | 0,76  | Fronte Indipendentista Lombardia | 1.662   | 0,68  | -     |
| Totale                                       | Totale                         | 264.054                        |       |                                  | 245.210 |       | 30    |

#### Provincia di Varese
| Candidati                                    | Candidati                      | Voti                           | %     | Liste                               | Voti    | %     | Seggi |
| -------------------------------------------- | ------------------------------ | ------------------------------ | ----- | ----------------------------------- | ------- | ----- | ----- |
|                                              | Marco Reguzzoni ✔️ Presidente  | 242.738                        | 67,14 | Forza Italia                        | 96.544  | 29,44 | 13    |
| Lega Nord                                    | Marco Reguzzoni ✔️ Presidente  | 242.738                        | 67,14 | 73.290                              | 22,35   | 9     |       |
| Alleanza Nazionale                           | Marco Reguzzoni ✔️ Presidente  | 242.738                        | 67,14 | 26.955                              | 8,22    | 3     |       |
| Unione dei Democratici Cristiani e di Centro | Marco Reguzzoni ✔️ Presidente  | 242.738                        | 67,14 | 17.442                              | 5,32    | 2     |       |
| Partito Pensionati                           | Marco Reguzzoni ✔️ Presidente  | 242.738                        | 67,14 | 3.348                               | 1,02    | -     |       |
| Democrazia Cristiana per le Autonomie        | Marco Reguzzoni ✔️ Presidente  | 242.738                        | 67,14 | 2.595                               | 0,79    | -     |       |
| Movimento per l'Autonomia                    | Marco Reguzzoni ✔️ Presidente  | 242.738                        | 67,14 | 1.670                               | 0,51    | -     |       |
|                                              | Mario Anastasio Aspesi         | 91.625                         | 25,34 | L'Ulivo                             | 55.922  | 17,05 | 7     |
| Partito della Rifondazione Comunista         | Mario Anastasio Aspesi         | 91.625                         | 25,34 | 11.921                              | 3,64    | 1     |       |
| Partito dei Comunisti Italiani               | Mario Anastasio Aspesi         | 91.625                         | 25,34 | 7.547                               | 2,30    | -     |       |
| Federazione dei Verdi                        | Mario Anastasio Aspesi         | 91.625                         | 25,34 | 6.222                               | 1,90    | -     |       |
| Seggio al candidato presidente               | Seggio al candidato presidente | Seggio al candidato presidente | 25,34 | 1                                   |         |       |       |
|                                              | Paolo Caccia                   | 8.903                          | 2,46  | Polo Civico di Centro               | 3.305   | 1,01  | -     |
| Democrazia Cristiana                         | Paolo Caccia                   | 8.903                          | 2,46  | 3.025                               | 0,92    | -     |       |
| Popolari UDEUR                               | Paolo Caccia                   | 8.903                          | 2,46  | 1.678                               | 0,51    | -     |       |
|                                              | Alessandro Milani              | 6.409                          | 1,77  | Italia dei Valori                   | 5.871   | 1,79  | -     |
|                                              | Massimiliano Ferrari           | 3.139                          | 0,87  | Fronte Indipendentista Lombardia    | 2.811   | 0,86  | -     |
|                                              | Alessio Nicoletti              | 3.094                          | 0,86  | Movimento Libero                    | 2.665   | 0,81  | -     |
|                                              | Angelo Ottaviani               | 2.867                          | 0,79  | Azione Sociale                      | 2.711   | 0,83  | -     |
|                                              | Angela Forno                   | 2.769                          | 0,77  | Socialisti Uniti per la Costituente | 1.760   | 0,54  | -     |
| Partito Repubblicano Italiano                | Angela Forno                   | 2.769                          | 0,77  | 633                                 | 0,19    | -     |       |
| Totale                                       | Totale                         | 361.544                        |       |                                     | 327.915 |       | 36    |

### Veneto

#### Provincia di Vicenza
| Candidati                                    | Candidati                      | Voti                           | %     | Liste                                 | Voti    | %     | Seggi |
| -------------------------------------------- | ------------------------------ | ------------------------------ | ----- | ------------------------------------- | ------- | ----- | ----- |
|                                              | Attilio Schneck ✔️ Presidente  | 222.144                        | 59,94 | Forza Italia                          | 91.075  | 27,68 | 12    |
| Lega Nord                                    | Attilio Schneck ✔️ Presidente  | 222.144                        | 59,94 | 62.587                                | 19,02   | 8     |       |
| Alleanza Nazionale                           | Attilio Schneck ✔️ Presidente  | 222.144                        | 59,94 | 29.958                                | 9,10    | 3     |       |
| Unione dei Democratici Cristiani e di Centro | Attilio Schneck ✔️ Presidente  | 222.144                        | 59,94 | 18.550                                | 5,64    | 2     |       |
|                                              | Pietro Maria Collareda         | 63.733                         | 17,20 | L'Ulivo                               | 50.818  | 15,44 | 5     |
| Socialisti Riformatori Uniti                 | Pietro Maria Collareda         | 63.733                         | 17,20 | 2.646                                 | 0,80    | -     |       |
| Lista civica per il Vicentino                | Pietro Maria Collareda         | 63.733                         | 17,20 | 2.222                                 | 0,68    | -     |       |
| Seggio al candidato presidente               | Seggio al candidato presidente | Seggio al candidato presidente | 17,20 | 1                                     |         |       |       |
|                                              | Giorgio Carollo                | 36.624                         | 9,88  | Veneto per il PPE                     | 11.531  | 3,50  | 2     |
| Democrazia Cristiana                         | Giorgio Carollo                | 36.624                         | 9,88  | 5.531                                 | 1,68    | 1     |       |
| Liga Veneta Repubblica                       | Giorgio Carollo                | 36.624                         | 9,88  | 5.428                                 | 1,65    | -     |       |
| Italia dei Valori                            | Giorgio Carollo                | 36.624                         | 9,88  | 4.458                                 | 1,35    | -     |       |
| Popolari UDEUR                               | Giorgio Carollo                | 36.624                         | 9,88  | 3.381                                 | 1,03    | -     |       |
| Under 35                                     | Giorgio Carollo                | 36.624                         | 9,88  | 1.686                                 | 0,51    | -     |       |
| Seggio al candidato presidente               | Seggio al candidato presidente | Seggio al candidato presidente | 9,88  | 1                                     |         |       |       |
|                                              | Emilio Franzina                | 19.384                         | 5,23  | Partito della Rifondazione Comunista  | 5.407   | 1,64  | -     |
| Federazione dei Verdi                        | Emilio Franzina                | 19.384                         | 5,23  | 5.022                                 | 1,53    | -     |       |
| Partito dei Comunisti Italiani               | Emilio Franzina                | 19.384                         | 5,23  | 3.906                                 | 1,19    | -     |       |
| Seggio al candidato presidente               | Seggio al candidato presidente | Seggio al candidato presidente | 5,23  | 1                                     |         |       |       |
|                                              | Silvano Giometto               | 9.513                          | 2,57  | No Privilegi Politici                 | 4.103   | 1,25  | -     |
| Vicenza Autonoma                             | Silvano Giometto               | 9.513                          | 2,57  | 2.121                                 | 0,64    | -     |       |
| Solo Donne                                   | Silvano Giometto               | 9.513                          | 2,57  | 1.851                                 | 0,56    | -     |       |
|                                              | Ettore Beggiato                | 8.507                          | 2,30  | Progetto NordEst                      | 7.731   | 2,35  | -     |
|                                              | Silvano Miotello               | 3.063                          | 0,83  | Democrazia Cristiana per le Autonomie | 978     | 0,30  | -     |
| Forza Nuova                                  | Silvano Miotello               | 3.063                          | 0,83  | 932                                   | 0,28    | -     |       |
| Movimento Triveneto                          | Silvano Miotello               | 3.063                          | 0,83  | 792                                   | 0,24    | -     |       |
|                                              | Alex Cioni                     | 2.037                          | 0,55  | Alternativa Sociale                   | 1.775   | 0,54  | -     |
|                                              | Rinaldo Veronese               | 1.672                          | 0,45  | Fiamma Tricolore                      | 1.521   | 0,46  | -     |
|                                              | Franca Equizi                  | 1.543                          | 0,42  | Riscossa Democratica                  | 1.286   | 0,39  | -     |
|                                              | Patrizia Cammarata             | 1.449                          | 0,39  | Partito di Alternativa Comunista      | 1.102   | 0,33  | -     |
|                                              | Edoardo Sartori                | 962                            | 0,26  | Lista civica 7 Comuni                 | 636     | 0,19  | -     |
| Totale                                       | Totale                         | 370.631                        |       |                                       | 329.034 |       | 36    |

### Liguria

#### Provincia di Genova
| Candidati                                    | Candidati                                 | Voti                           | %     | Liste                                     | Voti    | %     | Seggi |
| -------------------------------------------- | ----------------------------------------- | ------------------------------ | ----- | ----------------------------------------- | ------- | ----- | ----- |
|                                              | Alessandro Repetto Accede al ballottaggio | 209.745                        | 49,17 | L'Ulivo                                   | 112.569 | 30,20 | 16    |
| Partito della Rifondazione Comunista         | Alessandro Repetto Accede al ballottaggio | 209.745                        | 49,17 | 21.945                                    | 5,89    | 3     |       |
| Partito dei Comunisti Italiani               | Alessandro Repetto Accede al ballottaggio | 209.745                        | 49,17 | 12.070                                    | 3,24    | 1     |       |
| Italia dei Valori                            | Alessandro Repetto Accede al ballottaggio | 209.745                        | 49,17 | 10.576                                    | 2,84    | 1     |       |
| Federazione dei Verdi                        | Alessandro Repetto Accede al ballottaggio | 209.745                        | 49,17 | 9.141                                     | 2,45    | 1     |       |
| Socialisti Uniti (SDI - Nuovo PSI)           | Alessandro Repetto Accede al ballottaggio | 209.745                        | 49,17 | 5.561                                     | 1,49    | -     |       |
| La Nostra Provincia                          | Alessandro Repetto Accede al ballottaggio | 209.745                        | 49,17 | 5.444                                     | 1,46    | -     |       |
| Federazione Pensionati                       | Alessandro Repetto Accede al ballottaggio | 209.745                        | 49,17 | 5.381                                     | 1,44    | -     |       |
| Popolari UDEUR                               | Alessandro Repetto Accede al ballottaggio | 209.745                        | 49,17 | 1.110                                     | 0,30    | -     |       |
|                                              | Renata Oliveri Accede al ballottaggio     | 197.293                        | 46,25 | Forza Italia                              | 89.654  | 24,06 | 8     |
| Alleanza Nazionale                           | Renata Oliveri Accede al ballottaggio     | 197.293                        | 46,25 | 28.456                                    | 7,64    | 2     |       |
| Lista Sandro Biasotti                        | Renata Oliveri Accede al ballottaggio     | 197.293                        | 46,25 | 21.920                                    | 5,88    | 1     |       |
| Lega Nord                                    | Renata Oliveri Accede al ballottaggio     | 197.293                        | 46,25 | 17.738                                    | 4,76    | 1     |       |
| Unione dei Democratici Cristiani e di Centro | Renata Oliveri Accede al ballottaggio     | 197.293                        | 46,25 | 11.215                                    | 3,01    | 1     |       |
| Partito Pensionati                           | Renata Oliveri Accede al ballottaggio     | 197.293                        | 46,25 | 2.985                                     | 0,80    | -     |       |
| Seggio al candidato presidente               | Seggio al candidato presidente            | Seggio al candidato presidente | 46,25 | 1                                         |         |       |       |
|                                              | Fabio Broglia                             | 5.537                          | 1,30  | Italia di Mezzo (A)                       | 4.612   | 1,24  | -     |
|                                              | Nicola Bisso                              | 3.413                          | 0,80  | Democrazia Cristiana (B)                  | 3.049   | 0,82  | -     |
|                                              | Renzo Ravera                              | 2.462                          | 0,58  | Partito Comunista dei Lavoratori          | 2.219   | 0,60  | -     |
|                                              | Pietro Campodonico                        | 2.156                          | 0,51  | Movimento Indipendentista Ligure          | 1.866   | 0,50  | -     |
|                                              | Mario Troviso                             | 1.978                          | 0,46  | Forza Nuova                               | 1.836   | 0,49  | -     |
|                                              | Luigi Stagnaro                            | 1.596                          | 0,37  | Città Partecipata                         | 1.204   | 0,32  | -     |
|                                              | Anna Maria Monti                          | 993                            | 0,23  | Democrazia Cristiana per le Autonomie (C) | 896     | 0,24  | -     |
|                                              | Paolo Bertuccio                           | 788                            | 0,18  | Partito Repubblicano Italiano             | 689     | 0,18  | -     |
|                                              | Francesco De Simone                       | 650                            | 0,15  | Italiani nel Mondo                        | 568     | 0,15  | -     |
| Totale                                       | Totale                                    | 426.611                        |       |                                           | 372.704 |       | 36    |

- La lista contrassegnata con la lettera A è apparentata al secondo turno con il candidato presidente Alessandro Repetto.

- Le liste contrassegnate con le lettere B e C sono apparentate al secondo turno con il candidato presidente Renata Oliveri.

Ballottaggio
| Candidati | Candidati                        | Voti    | %      |
| --------- | -------------------------------- | ------- | ------ |
|           | Alessandro Repetto ✔️ Presidente | 187.084 | 51,44  |
|           | Renata Oliveri                   | 176.590 | 48,56  |
| Totale    | Totale                           | 363.674 | 100,00 |

#### Provincia della Spezia
| Candidati                                    | Candidati                      | Voti                           | %     | Liste                | Voti   | %     | Seggi |
| -------------------------------------------- | ------------------------------ | ------------------------------ | ----- | -------------------- | ------ | ----- | ----- |
|                                              | Marino Fiasella ✔️ Presidente  | 56.948                         | 53,14 | L'Ulivo              | 32.313 | 32,74 | 11    |
| Partito della Rifondazione Comunista         | Marino Fiasella ✔️ Presidente  | 56.948                         | 53,14 | 5.814                | 5,89   | 1     |       |
| Socialisti Uniti                             | Marino Fiasella ✔️ Presidente  | 56.948                         | 53,14 | 4.176                | 4,23   | 1     |       |
| Partito dei Comunisti Italiani               | Marino Fiasella ✔️ Presidente  | 56.948                         | 53,14 | 3.475                | 3,52   | 1     |       |
| Italia dei Valori                            | Marino Fiasella ✔️ Presidente  | 56.948                         | 53,14 | 2.680                | 2,72   | -     |       |
| Democrazia Cristiana                         | Marino Fiasella ✔️ Presidente  | 56.948                         | 53,14 | 1.983                | 2,01   | -     |       |
| Federazione dei Verdi                        | Marino Fiasella ✔️ Presidente  | 56.948                         | 53,14 | 1.751                | 1,77   | -     |       |
|                                              | Renato Chironna                | 42.593                         | 39,74 | Forza Italia         | 24.065 | 24,38 | 6     |
| Alleanza Nazionale                           | Renato Chironna                | 42.593                         | 39,74 | 10.269               | 10,40  | 2     |       |
| Lega Nord                                    | Renato Chironna                | 42.593                         | 39,74 | 2.962                | 3,00   | -     |       |
| Unione dei Democratici Cristiani e di Centro | Renato Chironna                | 42.593                         | 39,74 | 2.239                | 2,27   | -     |       |
| Democrazia Cristiana per le Autonomie        | Renato Chironna                | 42.593                         | 39,74 | 309                  | 0,31   | -     |       |
| Seggio al candidato presidente               | Seggio al candidato presidente | Seggio al candidato presidente | 39,74 | 1                    |        |       |       |
|                                              | Davide Rapallini               | 5.960                          | 5,56  | Lista Schiffini      | 5.200  | 5,27  | 1     |
|                                              | Giovanni Pampana               | 1.673                          | 1,56  | L'Albero dei Diritti | 1.468  | 1,49  | -     |
| Totale                                       | Totale                         | 107.174                        |       |                      | 98.704 |       | 24    |

### Marche

#### Provincia di Ancona
| Candidati                                    | Candidati                         | Voti                           | %     | Liste                            | Voti    | %     | Seggi |
| -------------------------------------------- | --------------------------------- | ------------------------------ | ----- | -------------------------------- | ------- | ----- | ----- |
|                                              | Patrizia Casagrande ✔️ Presidente | 114.770                        | 55,58 | L'Ulivo                          | 58.120  | 30,15 | 11    |
| Partito della Rifondazione Comunista         | Patrizia Casagrande ✔️ Presidente | 114.770                        | 55,58 | 14.260                           | 7,40    | 2     |       |
| Socialisti Democratici Italiani              | Patrizia Casagrande ✔️ Presidente | 114.770                        | 55,58 | 8.053                            | 4,18    | 1     |       |
| Partito dei Comunisti Italiani               | Patrizia Casagrande ✔️ Presidente | 114.770                        | 55,58 | 7.954                            | 4,13    | 1     |       |
| Federazione dei Verdi                        | Patrizia Casagrande ✔️ Presidente | 114.770                        | 55,58 | 7.267                            | 3,77    | 1     |       |
| Movimento Repubblicani Europei               | Patrizia Casagrande ✔️ Presidente | 114.770                        | 55,58 | 6.207                            | 3,22    | 1     |       |
| Italia dei Valori - Popolari UDEUR           | Patrizia Casagrande ✔️ Presidente | 114.770                        | 55,58 | 5.505                            | 2,86    | 1     |       |
|                                              | Ivana Ballante                    | 79.328                         | 38,42 | Forza Italia                     | 36.683  | 19,03 | 6     |
| Alleanza Nazionale                           | Ivana Ballante                    | 79.328                         | 38,42 | 22.402                           | 11,62   | 3     |       |
| Unione dei Democratici Cristiani e di Centro | Ivana Ballante                    | 79.328                         | 38,42 | 11.464                           | 5,95    | 1     |       |
| Identità e Tradizione                        | Ivana Ballante                    | 79.328                         | 38,42 | 1.773                            | 0,92    | -     |       |
| Partito Repubblicano Italiano                | Ivana Ballante                    | 79.328                         | 38,42 | 1.299                            | 0,67    | -     |       |
| Democrazia Cristiana per le Autonomie        | Ivana Ballante                    | 79.328                         | 38,42 | 1.256                            | 0,65    | -     |       |
| Seggio al candidato presidente               | Seggio al candidato presidente    | Seggio al candidato presidente | 38,42 | 1                                |         |       |       |
|                                              | Dino Latini                       | 8.146                          | 3,94  | Latini Presidente                | 6.669   | 3,46  | 1     |
|                                              | Luca Torselletti                  | 2.229                          | 1,08  | Partito Comunista dei Lavoratori | 1.965   | 1,02  | -     |
|                                              | Gianni Correggiari                | 2.018                          | 0,98  | Forza Nuova                      | 1.912   | 0,99  | -     |
| Totale                                       | Totale                            | 206.491                        |       |                                  | 192.789 |       | 30    |

### Sicilia

#### Provincia di Ragusa
| Candidati                                      | Candidati                   | Voti    | %     | Liste                                | Voti    | %     | Seggi |
| ---------------------------------------------- | --------------------------- | ------- | ----- | ------------------------------------ | ------- | ----- | ----- |
|                                                | Franco Antoci ✔️ Presidente | 98.260  | 65,37 | Forza Italia                         | 29.365  | 20,54 | 5     |
| Unione dei Democratici Cristiani e di Centro   | Franco Antoci ✔️ Presidente | 98.260  | 65,37 | 25.756                               | 18,02   | 5     |       |
| Alleanza Nazionale                             | Franco Antoci ✔️ Presidente | 98.260  | 65,37 | 22.134                               | 15,48   | 4     |       |
| Movimento per l'Autonomia                      | Franco Antoci ✔️ Presidente | 98.260  | 65,37 | 11.896                               | 8,32    | 2     |       |
| Alleanza Siciliana                             | Franco Antoci ✔️ Presidente | 98.260  | 65,37 | 2.339                                | 1,64    | 1     |       |
| Nuovo PSI - Alleanza Popolare                  | Franco Antoci ✔️ Presidente | 98.260  | 65,37 | 1.971                                | 1,38    | -     |       |
| Partito Repubblicano Italiano                  | Franco Antoci ✔️ Presidente | 98.260  | 65,37 | 1.385                                | 0,97    | -     |       |
|                                                | Giuseppe Barone             | 38.813  | 25,82 | Democratici di Sinistra              | 19.958  | 13,96 | 3     |
| La Margherita                                  | Giuseppe Barone             | 38.813  | 25,82 | 12.052                               | 8,43    | 2     |       |
| L'Altra Provincia                              | Giuseppe Barone             | 38.813  | 25,82 | 3.059                                | 2,14    | 1     |       |
|                                                | Giuseppe Di Natale          | 8.647   | 5,75  | Partito della Rifondazione Comunista | 3.546   | 2,48  | 1     |
| Legalità Ambiente (Italia dei Valori - Verdi)  | Giuseppe Di Natale          | 8.647   | 5,75  | 3.340                                | 2,34    | 1     |       |
| Uniti a Sinistra (PdCI - Socialismo e Libertà) | Giuseppe Di Natale          | 8.647   | 5,75  | 1.882                                | 1,32    | -     |       |
|                                                | Pasquale Ferrara            | 2.841   | 1,89  | Socialisti Democratici Italiani      | 2.216   | 1,55  | -     |
| I Socialisti Italiani                          | Pasquale Ferrara            | 2.841   | 1,89  | 686                                  | 0,48    | -     |       |
|                                                | Giuseppe Caldarera          | 1.206   | 0,80  | Popolari UDEUR                       | 1.012   | 0,71  | -     |
|                                                | Mario Coco                  | 536     | 0,36  | Insieme per la Sicilia               | 372     | 0,26  | -     |
| Totale                                         | Totale                      | 150.303 |       |                                      | 142.969 |       | 25    |

Fonti: Candidati - Liste, collegio Ragusa - Liste, collegio Modica